# Longjumeau
Pour les articles homonymes, voir Longjumeau (homonymie).
Longjumeau (prononcé [lɔ̃ʒymo] ; ) est une commune française située à dix-neuf kilomètres au sud de Paris dans le département de l’Essonne, en région Île-de-France. Elle est le chef-lieu du canton de Longjumeau.
Villa rustica gallo-romaine installée au débouché de la vallée de l’Yvette puis bourg commerçant et seigneurie maintes fois cédée sur l’importante route de Paris à Orléans, choisie pour devenir un chef-lieu de canton dès 1790 et une cité judiciaire importante de Seine-et-Oise, maintenue dans ses fonctions dans le récent département de l’Essonne.
Longjumeau, après une croissance démographique et foncière rapide durant les années 1960 et 1970, constitue aujourd’hui un pôle de santé majeur du bassin de vie, doté d’un centre hospitalier et d’une clinique privée, un centre urbain à la croisée d’axes routiers structurants. En partie victime de cette croissance trop rapide et d’une concentration importante de grands ensembles déstabilisant le sud du territoire, elle est aujourd’hui lancée dans de grands projets de renouvellement urbain et de pérennisation de ses équipements collectifs structurants.
Ses habitants sont appelés les Longjumellois.

## Géographie

### Situation et description

#### Situation

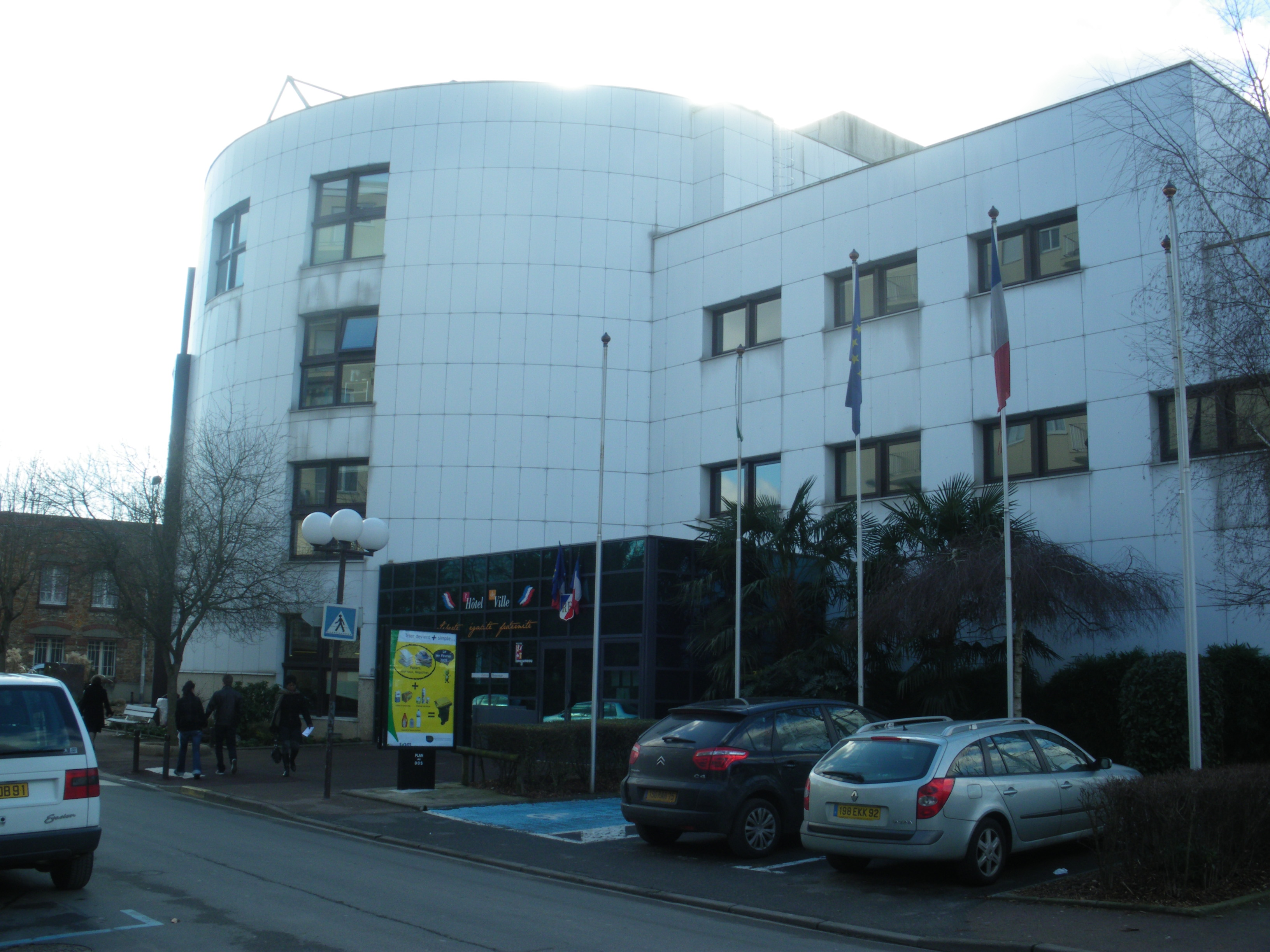
Mairie de Longjumeau.

Longjumeau est située dans la région Île-de-France, au nord du département de l’Essonne, totalement intégré à l’agglomération parisienne, au cœur de l’ancien pays et aujourd’hui la région naturelle du Hurepoix.
Composante de la « Grande Banlieue » parisienne, à la frontière avec les premières communes rurbaines, Longjumeau est située à dix-neuf kilomètres au sud-ouest de Paris-Notre-Dame, point zéro des routes de France, treize kilomètres au nord-ouest d’Évry, cinq kilomètres au sud-est de Palaiseau, seize kilomètres au nord-ouest de Corbeil-Essonnes, trente et un kilomètres au nord-est d’Étampes, sept kilomètres au nord-est de Montlhéry, douze kilomètres au nord-est d’Arpajon, vingt-quatre kilomètres au nord-ouest de La Ferté-Alais, vingt-huit kilomètres au nord-est de Dourdan et trente-cinq kilomètres au nord-ouest de Milly-la-Forêt.

#### Description
Son territoire forme approximativement un « L » haut et large de trois kilomètres et occupe une superficie totale de quatre cent quatre-vingt-quatre hectares. L’Institut national de l'information géographique et forestière donne les coordonnées géographiques 48° 41′ 51″ N, 2° 17′ 49″ E au point central de ce territoire.

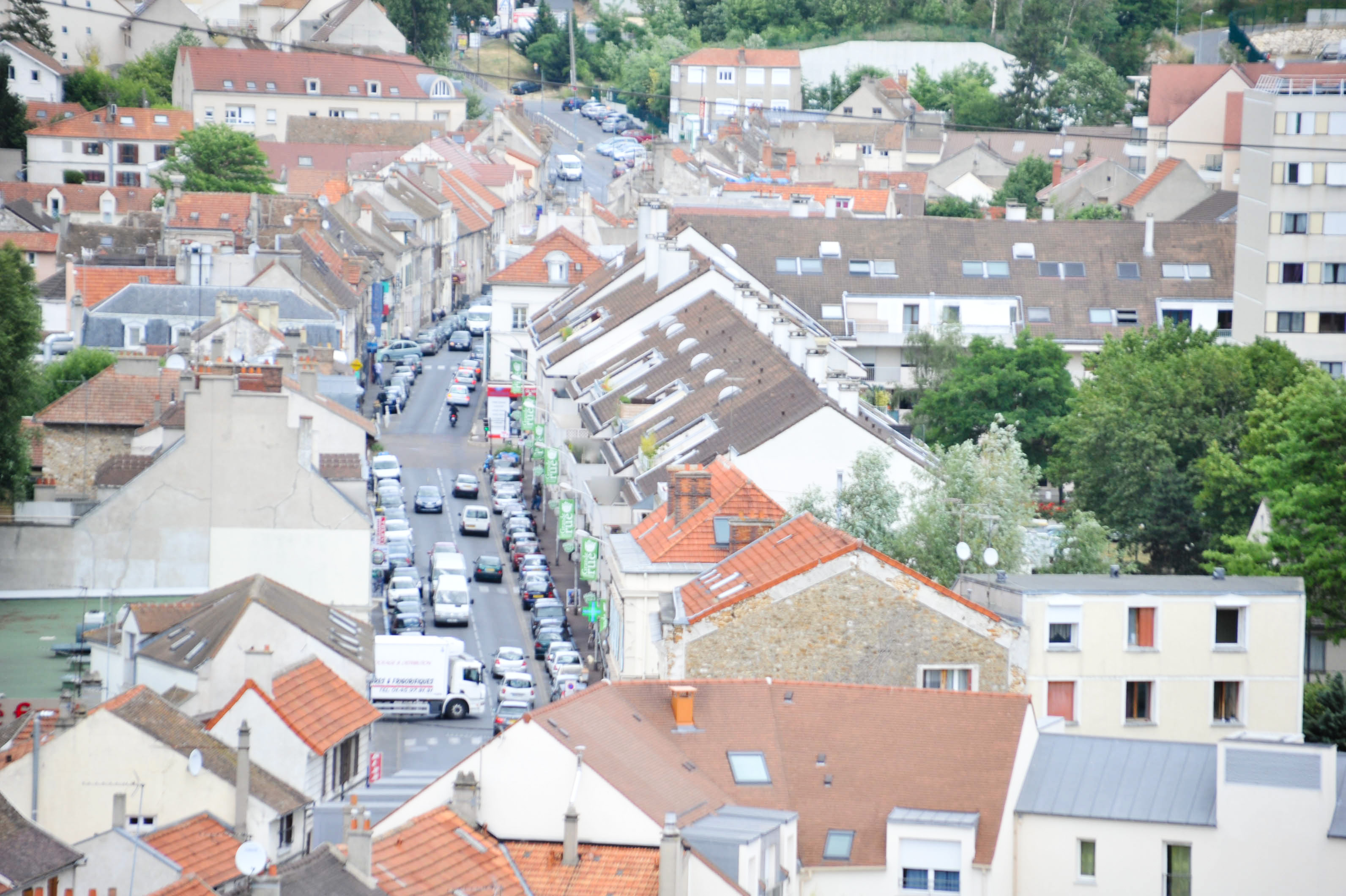
Le centre-ville de Longjumeau.

Près de 80 % de ce territoire est aujourd’hui occupé par l’espace urbain dont 60 % construit, seulement 20 % a conservé un caractère rural dont cent dix hectares de grande culture dans une vaste plaine au centre-est et douze hectares occupés par la forêt des Templiers à l’extrême sud-est. La commune est traversée d’ouest en est par le cours de la rivière l'Yvette jusqu’à sa confluence avec son affluent de rive droite le ruisseau le Rouillon, qui entre sur le territoire par le sud, à l’extrême ouest
Le lac de Saulx-les-Chartreux, en partie sur le territoire municipal constitue une réserve naturelle et un bassin de rétention des crues, doublé à l’est par celui de la plaine de Gravigny.
Placée sur le tracé de l’ancienne route de Paris à Toulouse via Orléans, la route nationale 20 évite aujourd’hui le centre-ville par une déviation à l’ouest. Elle est doublée au nord-est par l’autoroute A6 qui évite Longjumeau dans une boucle au nord. Centre historique important, la commune est aussi traversée d’ouest en est par la route départementale 117 et la route départementale 118. Le nord et l’est du territoire est en outre parcouru par la ligne de Grande Ceinture, actuellement utilisée par la ligne 12 du tramway d'Île-de-France (anciennement par la ligne C du RER d'Île-de-France) et desservie dans la commune par la gare de Longjumeau et la gare de Gravigny - Balizy. Le centre-ville, implanté dans le creux de la vallée à une altitude approximative de quarante mètres, est dominé par les quartiers nord, industriels, sur le plateau d’Orly et sud, résidentiels, sur le plateau du Hurepoix, chacun approximativement à quatre-vingt-dix mètres d’altitude. Outre les hameaux de Gravigny et Balizy à l’est, ce sont ainsi onze quartiers qui composent l’agglomération de Longjumeau.

### Hydrographie
L'Yvette et ses affluents

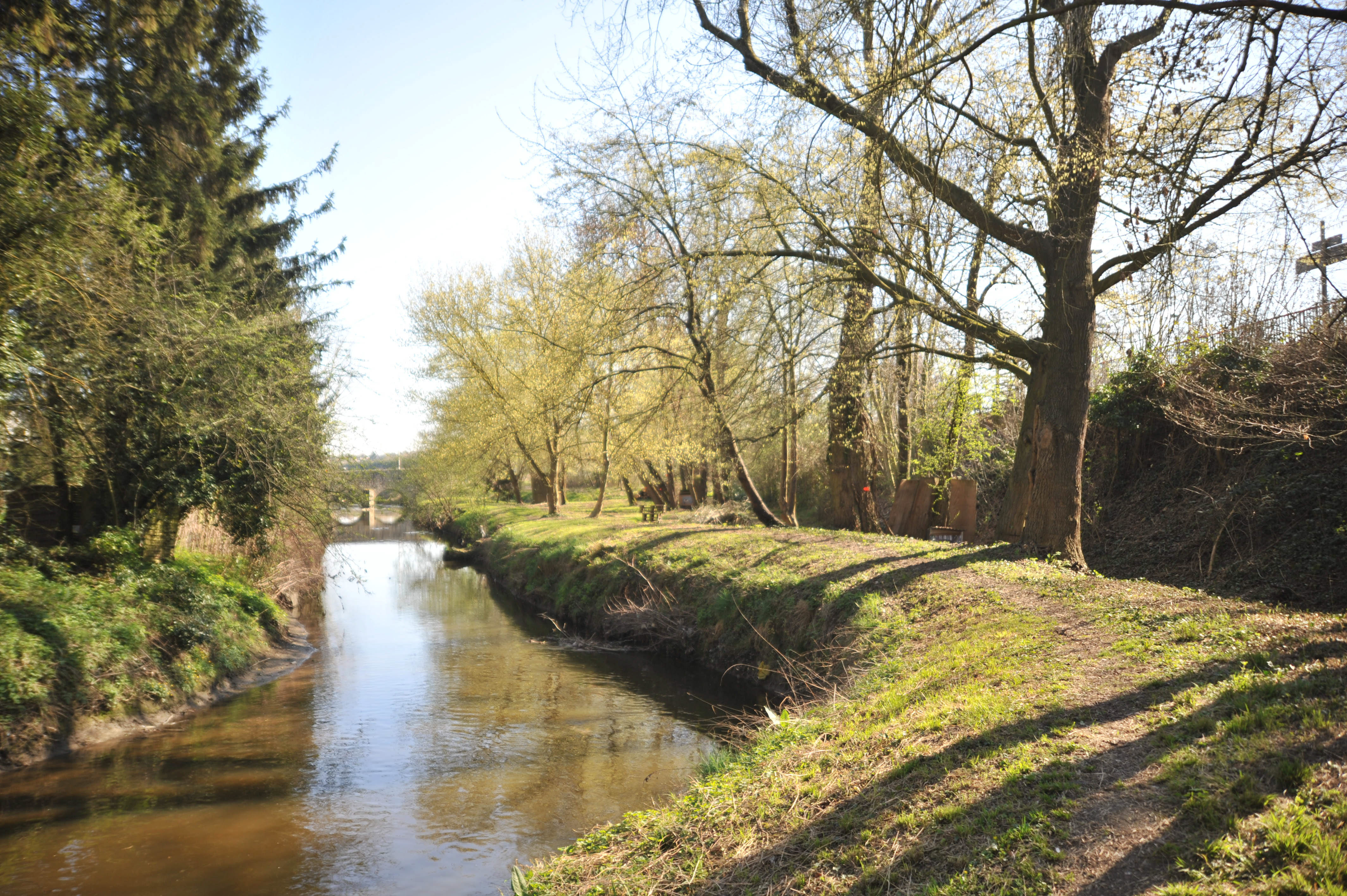
Le Rouillon dans le Bois des Templiers.

La majeure partie du territoire de la commune de Longjumeau est installée à l’extrémité est de la vallée de l’Yvette, peu avant sa confluence avec l’Orge. La commune occupe une petite partie de la rive gauche au nord et une large part de la rive droite au sud pour ensuite remonter sur la plaine agricole de Ballainvilliers, prémices du plateau de Courtabœuf.
À l’extrême ouest de la commune se trouve le lac de Saulx-les-Chartreux où se rejoignent l’Yvette et son canal de dérivation, la Morte Eau pour entrer conjointement en centre-ville. Peu après la rue principale, le cours d’eau se divise à nouveau, la rivière bifurquant vers le nord et la Rivière Morte suivant le relief vers le sud-est, toutes deux irriguent la fertile prairie de Gravigny et se rejoignent à proximité de la gare de Gravigny - Balizy.
Du sud-est depuis la limite avec la commune de Ballainvilliers coule le Rouillon qui se jette dans l'Yvette sur sa rive droite.
Un bassin de délestage est disposé à la confluence pour limiter l’impact des crues. Un petit lac artificiel est implanté dans le parc de l’ancien château seigneurial, complété par un lavoir.

### Relief et géologie
Originellement, Longjumeau est implantée dans un talweg, à l'extrémité est de la vallée de l'Yvette, vallée ici peu profonde entre les bas plateaux d’Orly au nord et du Hurepoix au sud, à proximité immédiate de la pénéplaine de la Seine. L’urbanisation s’est ensuite étalée sur les versants nord et sud, conférant à la commune une altitude minimale de quarante mètres et maximale de quatre-vingt-treize mètres. Avec le réseau de bornes géodésiques placées par l'IGN, il est possible d’analyser les contours du relief. Le cours de la rivière suit une pente douce comme en témoignent une borne à la frontière ouest de Saulx-les-Chartreux à quarante-six mètres et une borne à l'extrême est à la frontière avec Épinay-sur-Orge sur la rive de l’Yvette est ainsi à quarante-deux mètres d'altitude, à l’extrême sud se trouvait une autre borne à l’intersection des frontières entre Longjumeau, Ballainvilliers et Saulx-les-Chartreux sur la route nationale 20 à une altitude de quatre-vingt-douze mètres, une autre à l’extrême nord à la frontière avec Chilly-Mazarin dans la zone industrielle est à quatre-vingt-quinze mètres d’altitude. De fait, l’élévation est un peu plus rapide au sud, avec un gain de vingt mètres d’altitude entre le pont sur l’Yvette de la route principale et le lavoir du château, quatre cents mètres plus au sud alors qu’il faut sept cent cinquante mètres depuis ce même pont pour arriver à la même altitude à proximité de la gare de Longjumeau au nord. Comme l'ensemble du Bassin parisien, le sous-sol est constitué de couches successives de sable de Fontainebleau mêlé à de la meulière puis de marne et de gypse préfigurant la base de calcaire.

### Communes limitrophes
Longjumeau dispose d’une longue frontière nord avec sa voisine Chilly-Mazarin, dont elle partage la zone d’activité de la Vigne aux Loups, frontière en partie matérialisée par le cours de l’Yvette. Au nord-est, la Voie de Corbeil la sépare de Morangis, puis à l’est, se trouve une courte frontière avec la commune de Savigny-sur-Orge. Au sud-est se trouve une longue démarcation avec Épinay-sur-Orge, pour partie tracée en suivant le chemin de la Chevauchée, puis au sud et sud-ouest, séparée par le Rouillon se trouve le village de Ballainvilliers. La route nationale 20 matérialise approximativement la frontière ouest avec Saulx-les-Chartreux, puis au nord-ouest se trouve le village de Champlan.
| Champlan            | Chilly-Mazarin  | Morangis         |
| Saulx-les-Chartreux | Longjumeau      | Savigny-sur-Orge |
| Ballainvilliers     | Ballainvilliers | Épinay-sur-Orge  |

### Climat
Pour des articles plus généraux, voir Climat de l'Île-de-France et Climat de l'Essonne.
En 2010, le climat de la commune est de type climat océanique dégradé des plaines du Centre et du Nord, selon une étude du CNRS s'appuyant sur une série de données couvrant la période 1971-2000. En 2020, Météo-France publie une typologie des climats de la France métropolitaine dans laquelle la commune est exposée à un climat océanique altéré et est dans la région climatique Sud-ouest du bassin Parisien, caractérisée par une faible pluviométrie, notamment au printemps (120 à 150 mm) et un hiver froid (3,5 °C).
Pour la période 1971-2000, la température annuelle moyenne est de 11,8 °C, avec une amplitude thermique annuelle de 15,3 °C. Le cumul annuel moyen de précipitations est de 660 mm, avec 10,8 jours de précipitations en janvier et 7,8 jours en juillet. Pour la période 1991-2020, la température moyenne annuelle observée sur la station météorologique la plus proche, située sur la commune d'Épinay-sur-Orge à 3 km à vol d'oiseau, est de 11,5 °C et le cumul annuel moyen de précipitations est de 694,4 mm,. Pour l'avenir, les paramètres climatiques de la commune estimés pour 2050 selon différents scénarios d'émission de gaz à effet de serre sont consultables sur un site dédié publié par Météo-France en novembre 2022.
| Mois                                  | jan.             | fév.             | mars          | avril           | mai             | juin         | jui.           | août           | sep.            | oct.            | nov.             | déc.           | année      |
| ------------------------------------- | ---------------- | ---------------- | ------------- | --------------- | --------------- | ------------ | -------------- | -------------- | --------------- | --------------- | ---------------- | -------------- | ---------- |
| Température minimale moyenne (°C)     | 1,2              | 1,2              | 3,3           | 4,9             | 9,1             | 11,9         | 13,9           | 14,1           | 10,2            | 7,2             | 3,7              | 2,1            | 6,9        |
| Température moyenne (°C)              | 4,2              | 4,9              | 8,2           | 10,2            | 14,5            | 17,6         | 19,7           | 20,1           | 15,4            | 11,5            | 7,1              | 4,8            | 11,5       |
| Température maximale moyenne (°C)     | 7,2              | 8,8              | 13,1          | 15,6            | 20              | 23,2         | 25,5           | 26,2           | 20,7            | 15,8            | 10,5             | 7,5            | 16,2       |
| Record de froid (°C) date du record   | −17,5 17.01.1985 | −12,5 07.02.1991 | −8 08.03.1971 | −4 11.04.03     | −0,3 03.05.1967 | 1 04.06.1991 | 5,4 04.07.1984 | 4,5 31.08.1986 | 1,5 30.09.02    | −3,5 30.10.1985 | −10,5 24.11.1998 | −12 31.12.1970 | −17,5 1985 |
| Record de chaleur (°C) date du record | 17,2 30.01.1973  | 21 24.02.1990    | 26 29.03.1989 | 28,5 30.04.1994 | 30,5 13.05.1998 | 36 26.06.01  | 37 21.07.1995  | 40,5 12.08.03  | 32,8 05.09.1973 | 29,5 01.10.1985 | 24,5 15.11.1971  | 17 21.12.1973  | 40,5 2003  |
| Précipitations (mm)                   | 57,5             | 50,8             | 51,4          | 48,6            | 64,2            | 57,1         | 55,9           | 65             | 49,8            | 59,7            | 61,3             | 73,1           | 694,4      |

#### Tableaux des températures minimales et maximales pour l'année 2017
| Mois                              | jan. | fév. | mars | avril | mai  | juin | jui. | août | sep. | oct. | nov. | déc. |
| --------------------------------- | ---- | ---- | ---- | ----- | ---- | ---- | ---- | ---- | ---- | ---- | ---- | ---- |
| Température minimale moyenne (°C) | −0,9 | 4    | 6,1  | 4,6   | 11,1 | 14,6 | 15,3 | 14,5 | 10,9 | 9,8  | 4,3  | −2,6 |
| Température maximale moyenne (°C) | 4,7  | 10,5 | 14,8 | 16,1  | 21,5 | 26,5 | 26,6 | 25,2 | 19,9 | 18,1 | 11   | 8    |

### Voies de communication

#### Voies routières

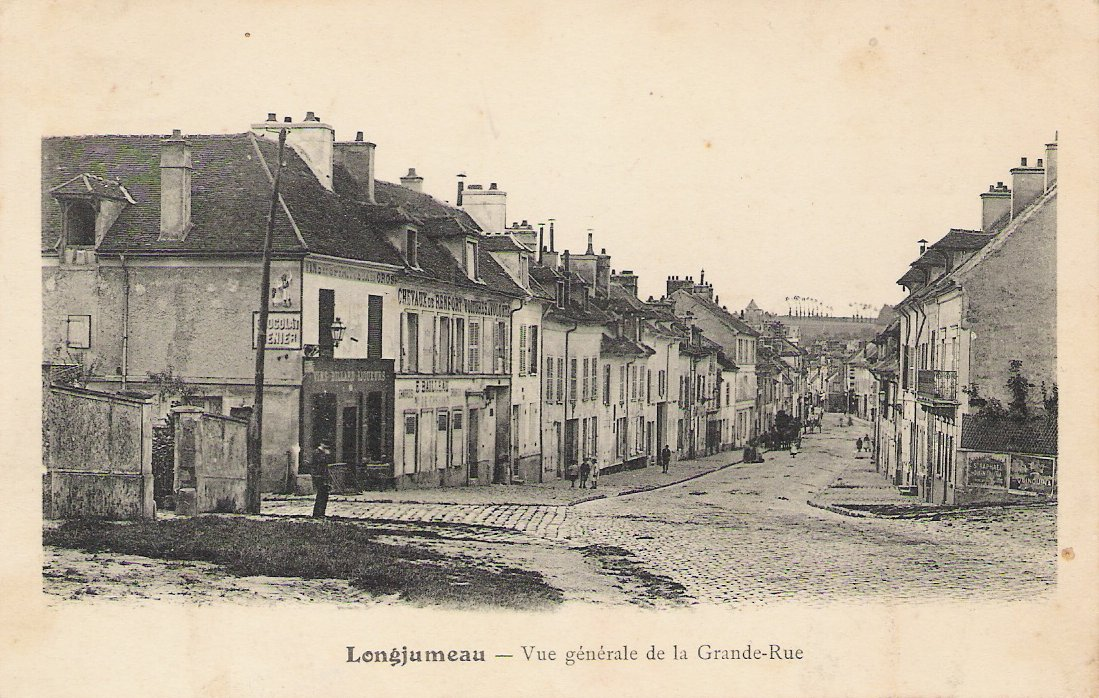
La Grande Rue en 1900.

Deux axes majeurs de la région font office de frontières pour la commune, la route nationale 20 à l’ouest et l’autoroute A6 au nord-est (mais seule la route nationale pénètre dans le territoire communal). Ces deux axes permettent de rapidement rallier la capitale vers la Porte d'Orléans pour les deux précitées et la Porte d'Italie pour la seconde.
- La route nationale 20 est entièrement en 2×2 voies dans sa partie située le long du territoire communal. Autrefois, cette route traversait la commune dans un axe central au cœur du village (la Grande Rue) et a ensuite été déviée sur son emplacement actuel dans les années 1950[25].

Deux routes départementales d’importance locale traversent la commune d’ouest en est :
- la RD 117 (en grande partie la rue du Général Leclerc) qui relie les communes de Bièvres et de Saint-Vrain ;
- la RD 118 (en grande partie la rue Maurice) qui relie les communes des Ulis et d'Athis-Mons.

Ces deux routes ont un tracé commun avec la route départementale 217 (RD 217) dans la commune (rue du Président François Mitterrand, anciennement Grande Rue), celle-ci correspondant à l'ancien tracé de la route nationale 20 quand elle traversait le bourg avant la mise en place de la déviation.

### Transports publics

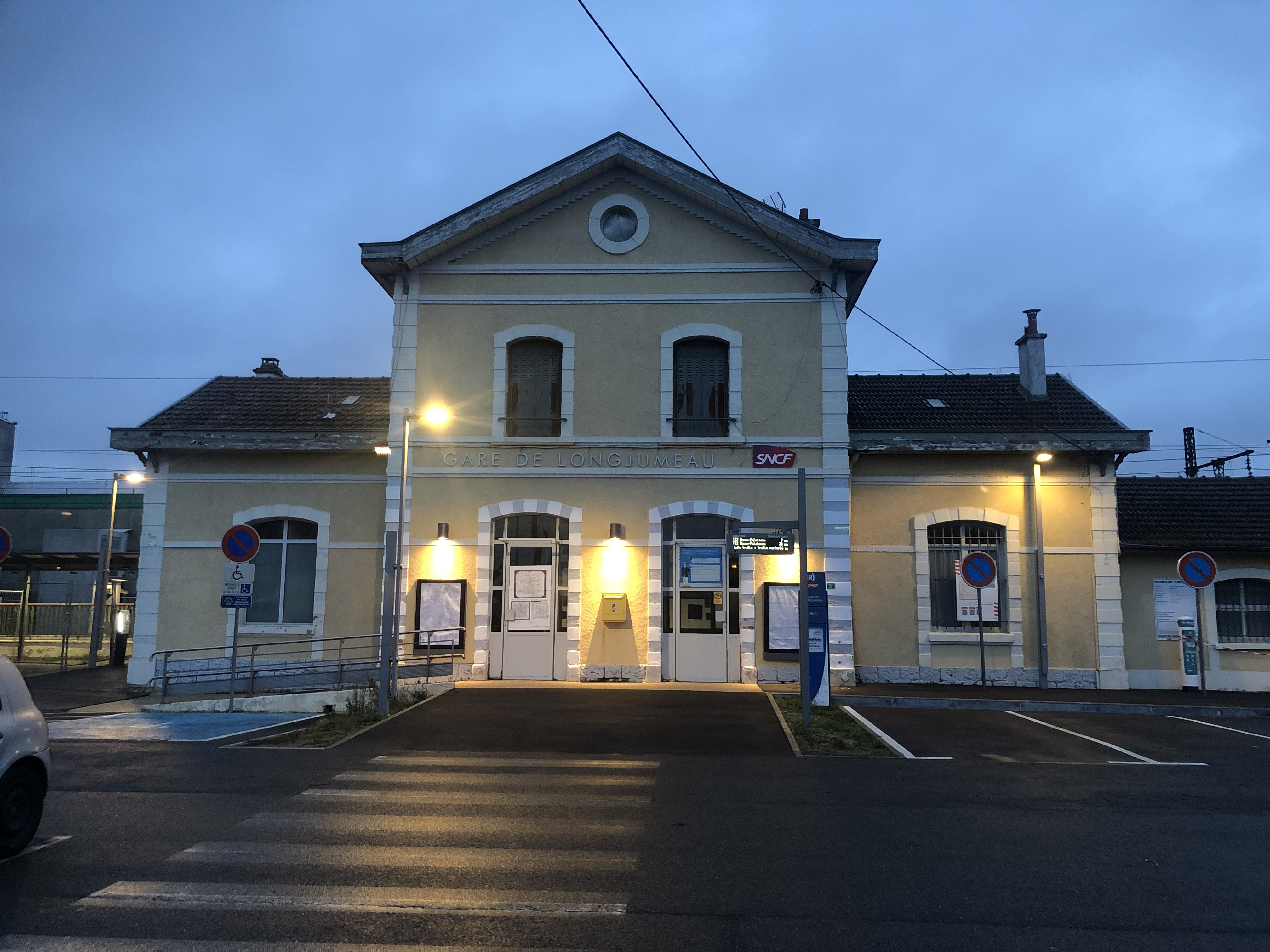
La gare de Longjumeau.

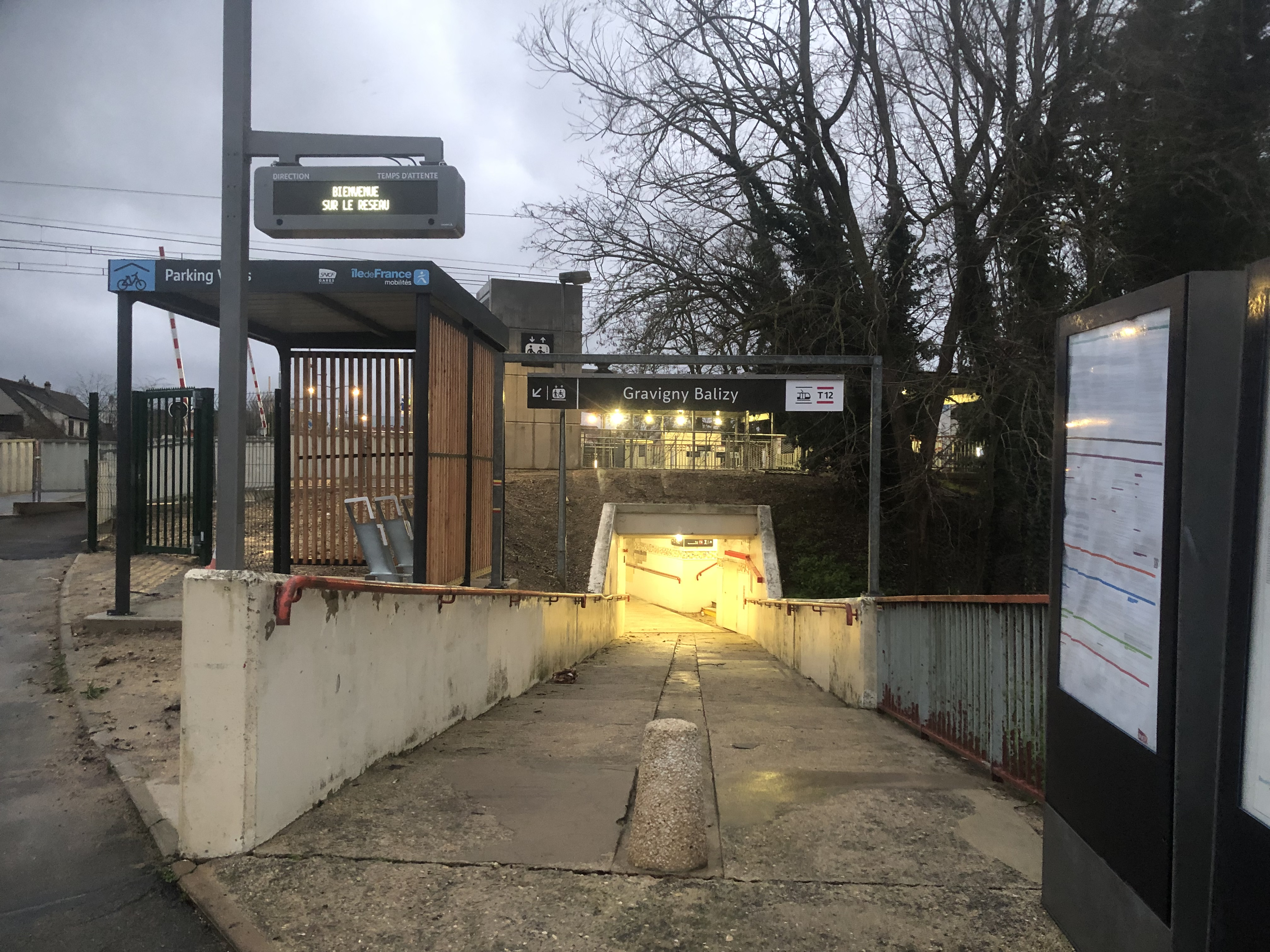
La gare de Gravigny-Balizy.

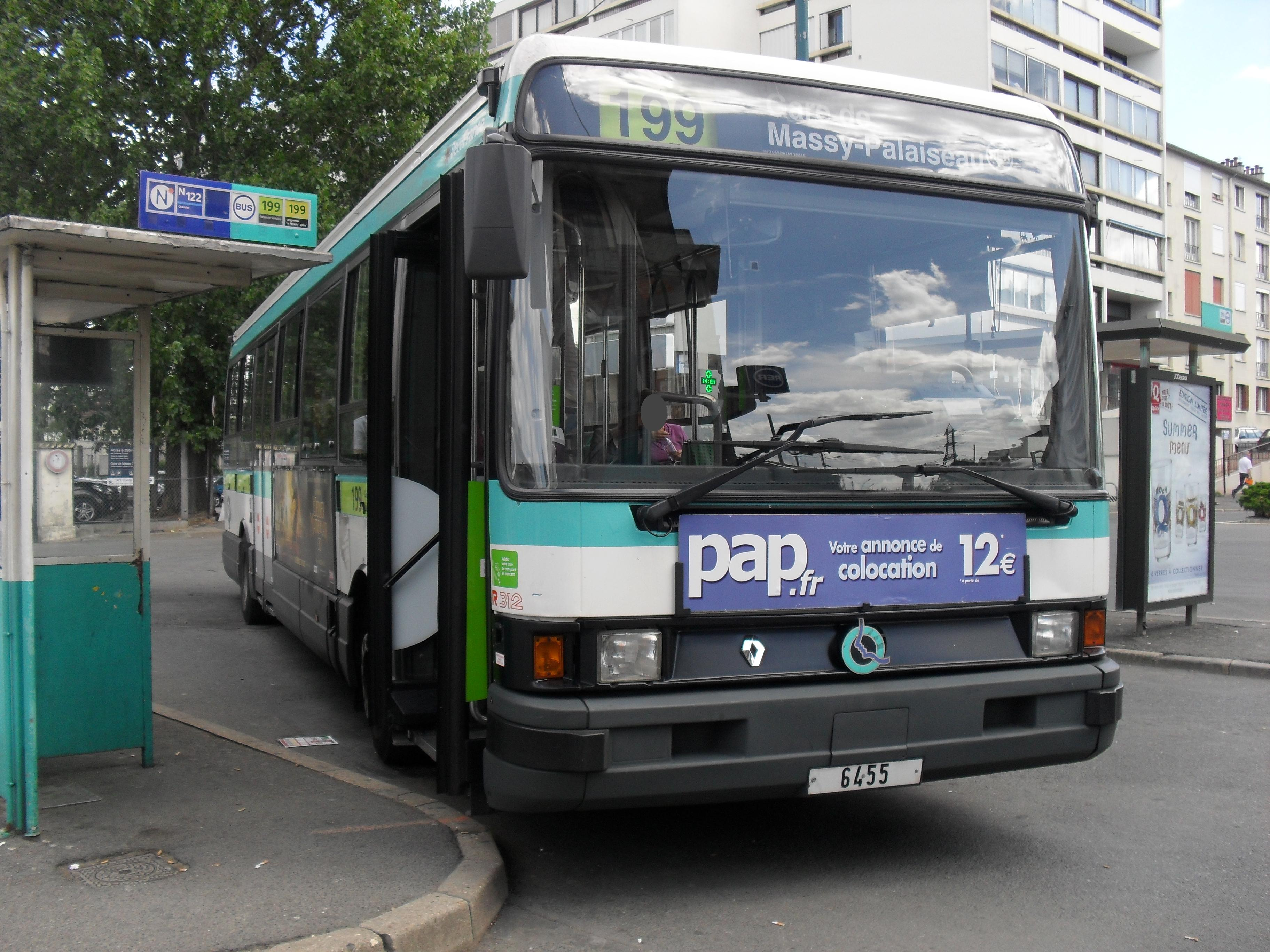
L'autobus de la ligne 199 au terminus de Massy

#### Voies ferrées
Dans sa partie septentrionale, le territoire communal est traversé par les trams-trains de la ligne 12 du tramway d'Île-de-France qui la relie aux nœuds de communication de Massy-Palaiseau à l’ouest (connexion à la branche B4 du RER B, à la branche C2 du RER C et au réseau TGV), Épinay-sur-Orge à l'est (connexion aux branches C4 et C6 du RER C) et Évry-Courcouronnes au sud-est (connexion aux branches D4 et D6 du RER D). Sur cette ligne, qui emprunte la ligne de Grande Ceinture, Longjumeau dispose des gares de Longjumeau dans la zone industrielle de la Vigne aux Loups et de Gravigny-Balizy. Une partie de la commune se trouve aussi à proximité de la gare de Chilly-Mazarin.
La gare de Gravigny-Balizy, desservant ces deux hameaux, est située sur la même ligne de voie ferrée, à l'est du territoire communal, en limite avec la commune voisine d'Épinay-sur-Orge.
Le sentier de grande randonnée de pays de la ceinture verte d'Île-de-France passe à proximité immédiate de cette gare.

#### Lignes d'autobus
La ligne de bus RATP 199 a pour terminus le lycée Jacques Prévert, avec sept stations sur le territoire de la commune, elle mène directement à Massy et son pôle multimodal. La ligne de bus RATP 297 a aussi pour terminus Longjumeau, elle dessert la commune avec six stations et permet de rallier Antony et sa gare. La ligne DM12, intégrée au Réseau de bus Paris-Saclay en 2022 permet également de rejoindre Massy, et la ligne 55 du réseau de bus de Sénart offre des liaisons entre la gare de Lieusaint - Moissy en Seine-et-Marne et la gare de Massy TGV avec deux arrêts à Longjumeau. Enfin, quatre lignes du réseau de bus Cœur d'Essonne complètent la desserte, la 107 qui mène à la gare de Massy depuis Sainte-Geneviève-des-Bois, la 108 qui permet de rejoindre Paris Porte d'Orléans, avec neuf arrêts chacune dans la commune, la M151 qui circule de la Porte d'Orléans à Arpajon et passe par l’hôpital communal et la M153 qui circule de Massy à Arpajon.
Un réseau intercommunal de navettes, de transport scolaire et des minibus gratuits pour les seniors permettent de naviguer sur le territoire communal.

#### Transports aériens
L’aéroport Paris-Orly est situé à sept kilomètres au nord-est du centre de la commune. Il est facilement accessible par la route et par l’Orlyval avec des changements à Massy-Palaiseau et Antony. L’aéroport Paris-Charles-de-Gaulle à quarante kilomètres au nord-est est accessible par le RER B en approximativement deux heures de trajet. L’aviation générale et d’affaires sont orientées vers l’aéroport de Toussus-le-Noble à quinze kilomètres au nord-ouest.

## Urbanisme

### Typologie
Au 1er janvier 2024, Longjumeau est catégorisée grand centre urbain, selon la nouvelle grille communale de densité à sept niveaux définie par l'Insee en 2022.
Elle appartient à l'unité urbaine de Paris, une agglomération inter-départementale regroupant 407  communes, dont elle est une commune de la banlieue,,. Par ailleurs la commune fait partie de l'aire d'attraction de Paris, dont elle est une commune du pôle principal,. Cette aire regroupe 1 929 communes,.

### Plan local d'urbanisme
Le conseil municipal a approuvé son PLU, le 9 décembre 2013, pour ensuite procéder à une modification de celui-ci, approuvée en date du 13 décembre 2016. Les quatre principaux objectifs de ce plan sont :
1. « Préserver les paysages » (en conservant les dernières zones agricoles)
2. « Soutenir l'activité économique » (en confortant les zones d'activités)
3. « Donner de la souplesse aux pavillons » (en adaptant le règlement d’urbanisme permettant l'extension « mesurée » des habitations actuelles)
4. « Aménager le centre-ville » (intégrer le Plan d’Aménagement du centre-ville dans le PLU)

### Lieux-dits, écarts et quartiers
Trois ensembles distincts sont répartis sur le territoire, d’une part Longjumeau sur toute la moitié ouest du territoire et de l’autre côté d’une vaste plaine agricole les hameaux de « Gravigny » au nord-est et de « Balizy » sur le territoire d’une ancienne commanderie templière, séparés par la rivière l’Yvette. L’urbanisation et le lotissement ont ajouté des résidences distinctes à ces deux derniers ensembles, la Fontaine des Joncs, les Graviers, les Vignes et le Bief à Gravigny, la Porte Jaune, la Chevauchée, le Clos de la Commanderie, le Champtier du Rouillon, les Pommiers et la Croix-Rouge à Balizy.

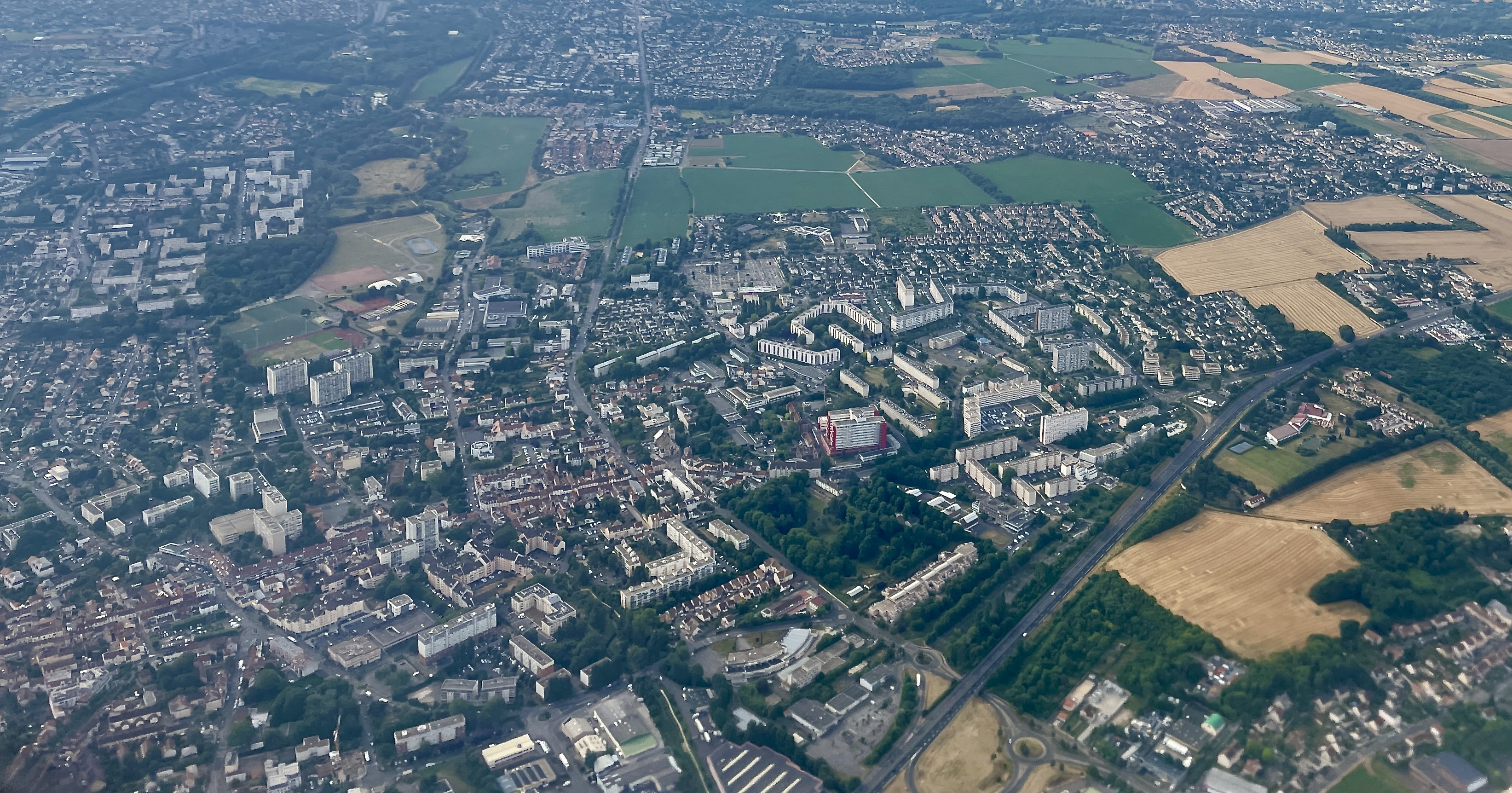
Vue aérienne du sud de la commune.

Outre le centre-ville historique, Longjumeau est divisé en plusieurs quartiers, dont les zones industrielles de la Vigne aux Loups au nord et des Frères Lumière à l’ouest, les quartiers pavillonnaires du Parc de Saint-Éloi et du Moulin de Saint-Éloi à la frontière avec Chilly-Mazarin. Au sud du centre-ville, un vaste grand ensemble occupe le territoire entre la route nationale 20, la route départementale 117 et la frontière avec Ballainvilliers. Il regroupe du nord au sud les quartiers du Clos d’Eau, de la Prairie, des Coteaux, de Saint-Martin, de la Porte d’Orléans et de la Cerisaie. Ce grand ensemble de Longjumeau-Sud est aujourd’hui intégré dans un quartier prioritaire dénommé « Bel Air-Rocade » avec 2 248 habitants en 2018 et bénéficie donc de travaux de réaménagement. L’Insee découpe la commune en huit îlots regroupés pour l'information statistique soit Saphir, Rubis, Perle, Jade, Émeraude, Améthyste, Topaze et Grenat.

### Logements
Sur les 9 427 logements que comptait la commune en 2014, 68,4 % étaient des appartements, 30 % comportaient trois pièces, suivis pour 26,9 % par les quatre pièces. 52,1 % des occupants étaient propriétaires de leur logement, 29,4 % des habitants vivant en HLM. Le revenu fiscal médian par ménage était en 2013 de 21 687 euros.

### Risques naturels
Une carte relative à l'information des acquéreurs et des locataires de biens immobiliers sur les risques naturels et technologiques majeurs pour la commune de Longjmeau a été publié par la préfecture, à la suite d'un arrêté du 20 novembre 2006.

#### Risques sismiques
La totalité du territoire de la commune de Longjumeau est situé en zone de sismicité no 1, comme la plupart des communes de son secteur géographique,.
| Type de zone | Niveau                | Définitions (bâtiment à risque normal) |
| ------------ | --------------------- | -------------------------------------- |
| Zone 1       | Sismicité très faible | accélération = 0,4 m/s2                |

#### Autres risques
Le territoire communal peut être confronté à des crues ponctuelles de l'Yvette.

## Toponymie
Le nom de la localité est attesté sous la forme Nongemellum au XIe siècle; de Nugemello vers 1110, Mongimel vers 1205; Lonjumel 1203 - 1220; Lonjumeau XVIIIe siècle (Cassini).
Il s'agit probablement de l’appellation gauloise du lieu : Noviomagus ou Noviomagellus« nouveau marché » avec le suffixe diminutif latin -ellum, d'où une forme hypothétique *Noiom-el. La forme actuelle Longjumeau est liée à l'attraction paronymique des mots long et jumeau (ancien français jumel). L'évolution du [n] à [l] est due à un phénomène de dissimilation et s'observe ailleurs, par exemple dans Londinières (Seine-Maritime, Nundinarias 875).
Le type toponymique Novio-magos a donné les Nouvion, Nojeon, Noyon, etc,.

## Histoire

### Préhistoire et Antiquité
Les fouilles pratiquées en centre-ville permettent de dater avec certitude une occupation humaine du site dès l’époque gallo-romaine, avec la découverte des vestiges d’une villa rustica et d’objets du quotidien, dont des pièces de monnaie du Ier siècle av. J.-C.. Elle était alors située sur la voie romaine entre Lutèce et Cenabum. Une présence à l’époque mérovingienne vers le IVe siècle est attestée par la découverte dans les années 1970 d’une nécropole comportant des sarcophages en calcaire coquillier à proximité de l’ancien presbytère. La première mention écrite du lieu remonte cependant au XIIe siècle, alors dénommée Nogemel et partie intégrante du domaine royal français agrandi par le roi Louis VI.

### Moyen Âge

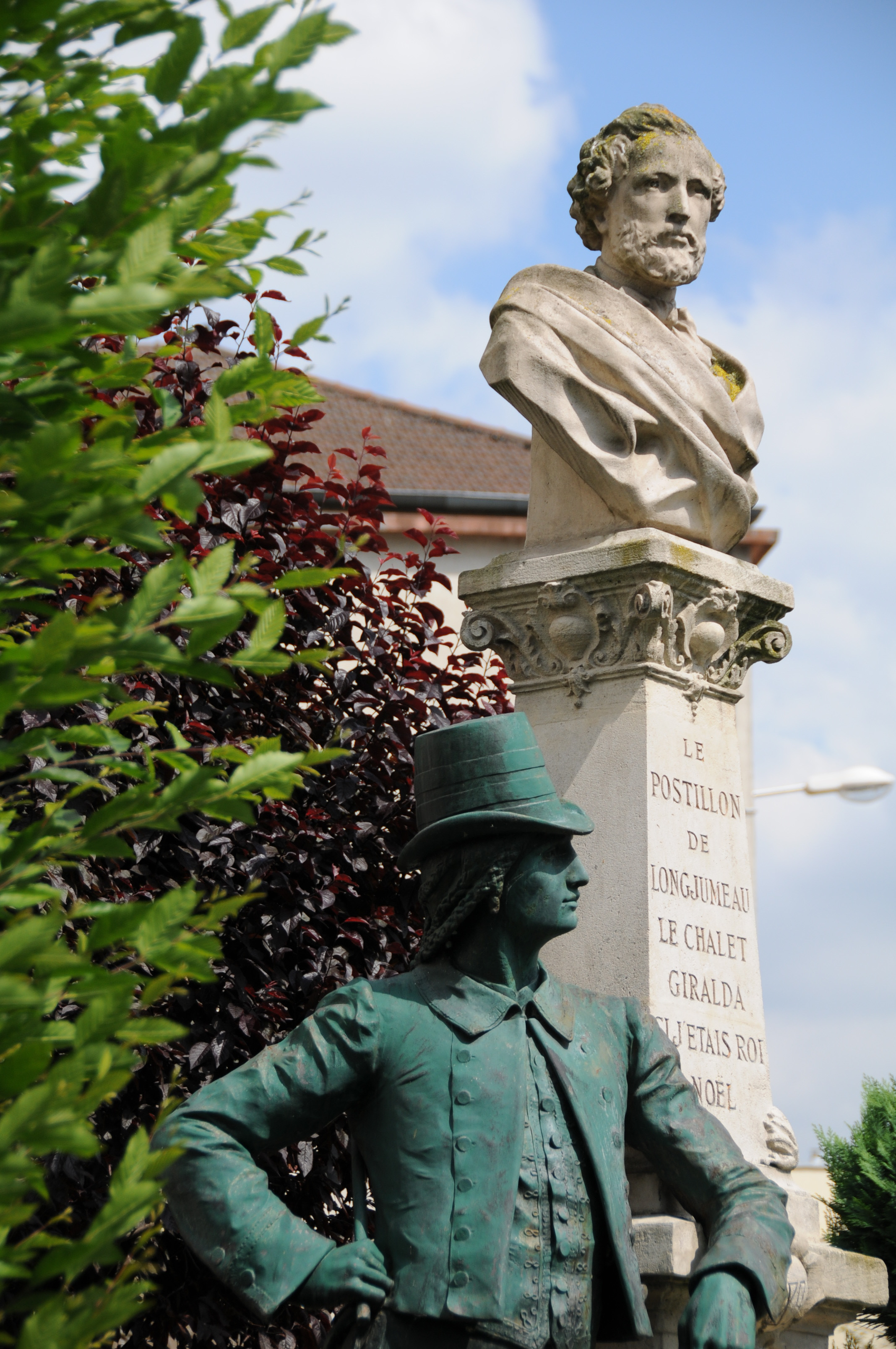
La statue hommage au Postillon de Longjumeau.

Les invasions des Vikings du IXe siècle imposèrent au bourg de se fortifier. Plus tard, la sécurisation relative des routes du royaume permit le développement du commerce. Longjumeau devint alors un relais de poste important à la dernière étape des voyageurs sur la route de Paris, servi par des postillons, plus tard rendus célèbres en 1836 dans un opéra-comique d’Adolphe Adam, Le Postillon de Lonjumeau. L’existence de la paroisse est certifiée au XIIIe siècle, elle fut mentionnée dans le pouillé du diocèse de Paris.
En 1211 puis en 1226, la paroisse de Longemel était mentionnée dans le cartulaire de l’abbaye de Saint-Maur. En 1359, une léproserie de Longjumeau était citée dans les chroniques de Saint-Denis. De cette époque, vers 1250, date la construction de l’église Saint-Martin. Ses seigneurs sont les mêmes que ceux de Chilly : d’abord les comtes de Dreux et les Lusignan, comtes de La Marche. C’est Louis VI le Gros qui donna la seigneurie conjointe de Chilly et Longjumeau à son fils Robert de Dreux.
Durant la guerre de Cent Ans, les soldats d’Édouard III incendièrent l’église, brûlant vifs plusieurs centaines d’habitants. La terre de Longjumeau (et celle de Chilly) appartient en 1320, à Pierre de Via, neveu de Jean XXII, qui la vend à Philippe V le Long ; en 1325 elle est possédée par sa veuve Jeanne de Bourgogne († v. 1330/1331). Puis le roi Philippe VI de Valois la cède à Jean III, duc de Bretagne.
En 1331, Philippe VI permit aux terres de Chilly et Longjumeau de réintégrer le duché de Bretagne au profit de Jean III en échange du château de Saint-James. Après le conflit qui opposa ses successeurs Jean de Montfort (son demi-frère) et Charles de Blois (son neveu), le domaine revint aux ducs d’Anjou par le mariage de Marie de Blois (fille de Charles de Blois) avec Louis Ier d'Anjou .
En 1438, un pont en grès fut édifié dans la Grande-Rue, facilitant la traversée de l’Yvette qui se faisait alors par un gué. En 1481, le domaine revint par testament de Charles V d'Anjou, duc de Calabre, au roi de France Louis XI. À sa mort, son fils Charles VIII restitua Longjumeau et Chilly à Louis d'Armagnac-Nemours (dont la mère était Louise d'Anjou-Maine). Subtilisé par René II de Lorraine (petit-fils de René d'Anjou), elles sont vendues en 1486 à Michel Gaillard receveur général du roi. L’ensemble du domaine fut réuni en 1499 lorsque Louis d’Armagnac vendit ses parts à la famille. La famille Gaillard finança la réfection de l’église paroissiale Saint-Martin.

### Les Templiers et les Hospitaliers

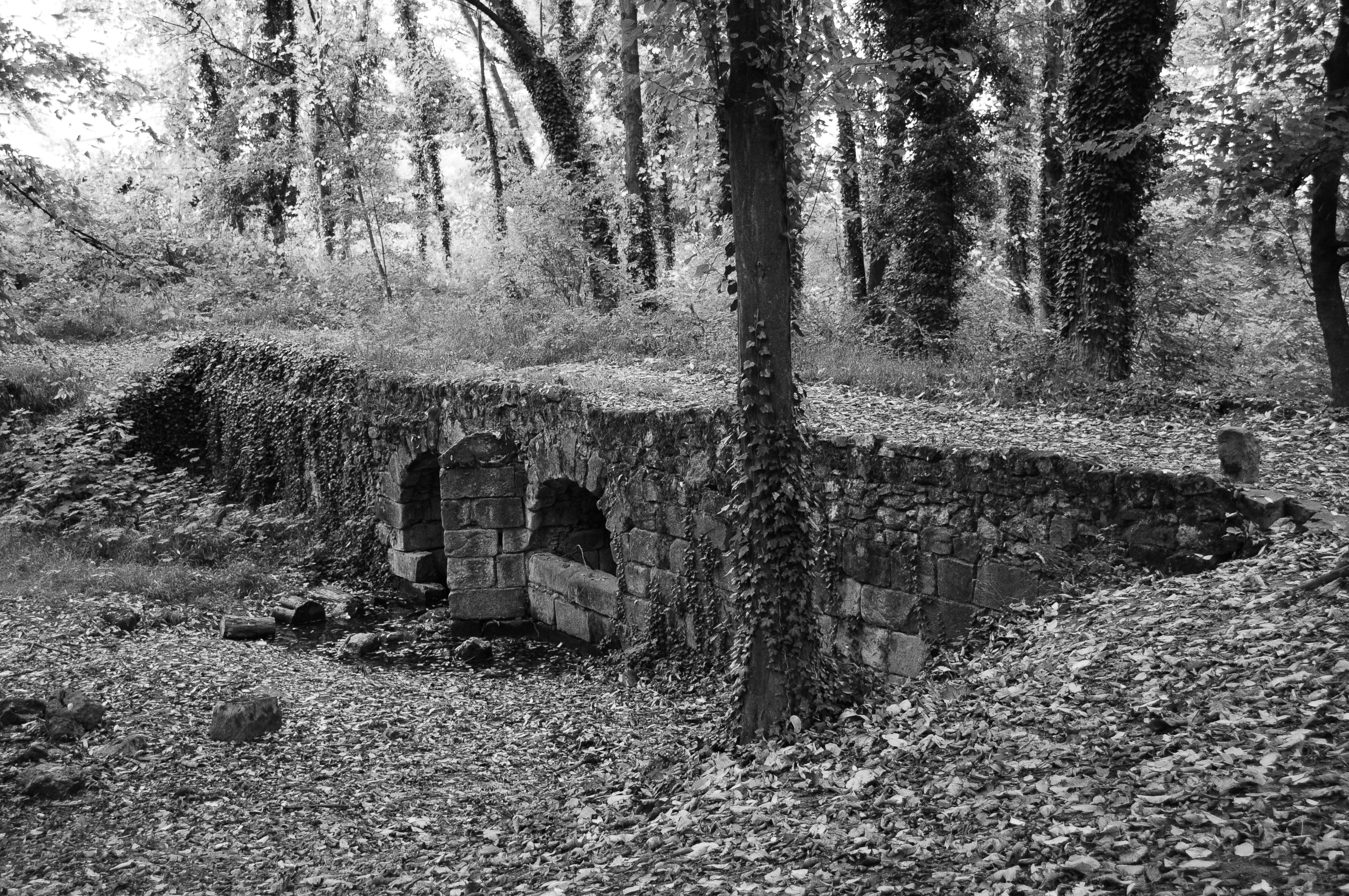
Le Pont des Templiers.

Au XIIIe siècle, la seigneurie de Balizy appartient à Guillaume Bataille qui, en juin 1288, la vend pour 1 400 livres parisis au Templiers par l'intermédiaire du trésorier du prieuré hospitalier du Temple, Jehan de Tour. La vente fut approuvée par charte de juin 1289 par Philippe le Bel,. Le domaine comprenait un bâtiment en forme de pavillon, une chapelle et 110 arpents de terre avec haute, moyenne et basse justice, four banal et autres droits seigneuriaux comme le droit de pêche dans l'Yvette depuis le gril de la prairie de Balisy jusqu'au moulin de Gravigny, le droit de pâture à la Jonchère et au Rouillon. Ils possédaient aussi le cens à Balisy, Lonjumeau, Gravigny, Balainvilliers, Hozay et Lay.
La commanderie de Balizy, avec la dévolution des biens de l'ordre du Temple, est donnée aux Hospitaliers de l'ordre de Saint-Jean de Jérusalem. La chapelle est desservie par frère Regnault Gouré, un religieux de l'Ordre qui reçut la jouissance viagère, en récompense de ses services, contre la somme d'une maille d'or à 25 sols tournois.
Les revenus de la commanderie sont de 30 livres en 1529, de 100 livres en 1571, de 800 livres en 1635, de 1 400 livres en 1643 et de 4 000 livres en 1757,.
Le plus vieux monument existant est le vieux pont de Balizy  long de quarante mètres à trois arches de style roman, construit au XIIIe siècle à proximité de la commanderie de Balizy fondée en 1288, ce qui en fait aujourd’hui un des plus vieux ponts d’Île-de-France, inscrit aux monuments historiques le 11 octobre 1930 puis classé le 24 août 1976.
La commanderie de Balizy disposait aussi de dépendances, le membre de Noray, ainsi que le membre de Chilly.

### Époque Moderne

#### Renaissance

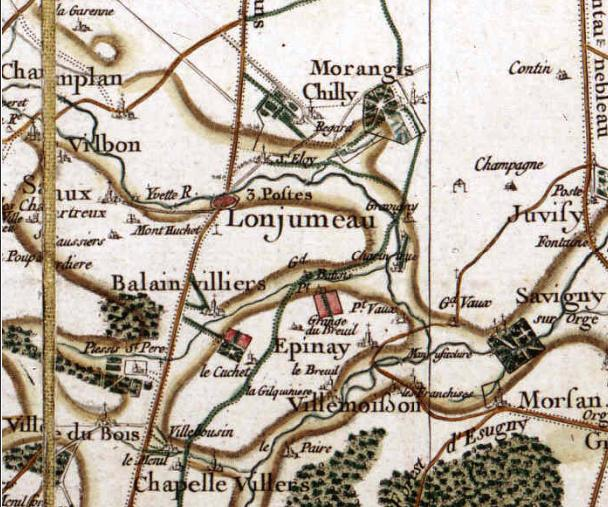
La région de Lonjumeau au XVIIIe siècle par Cassini.

En 1562, la présence dans la commune de protestants permit à la cité d’être épargnée des ravages commis par les Huguenots. C’est à Longjumeau que se tinrent, entre les catholiques et les calvinistes, les conférences pour la paix qui fut signée le 23 mars 1568 dans l’hôtel du Dauphin, la paix de Longjumeau, mettant fin à la deuxième guerre de religion.
En 1596, Martin Ruzé de Beaulieu (v. 1526-1613) acheta les terres de Chilly et Longjumeau à Michel III Gaillard de Longjumeau, puis les légua à son petit-neveu Antoine Coëffier de Ruzé d'Effiat (1581-1632), aussi acquéreur de la baronnie de Massy, futur maréchal de France et père d’Henri Coiffier de Ruzé d'Effiat (Cinq-Mars), favori malheureux de Louis XIII. Par lettres de mai 1624, les terres et seigneuries de Chilly et de Longjumeau furent unies et érigées en marquisat en faveur dudit Antoine Coiffier, marquis d'Effiat. Il maria sa fille Marie Coiffier/Coëffier de Ruzé au marquis Charles de La Porte : leur fils Armand-Charles de La Porte de La Meilleraye (1632-1713), marquis de Chilly-Mazarin, comte de Longjumeau et baron de Massy, épousa en 1661 Hortense Mancini (1646-1699), nièce du cardinal Mazarin, et devint ainsi duc de Mazarin. Au XVIe siècle fut édifié le presbytère.

#### Révolution française
En 1785 fut construit le moulin Saint-Martin. Les seigneuries restèrent dans cette famille, qui construisit notamment au XVIIIe siècle le château Nativelle, jusqu’au mariage de Louise d'Aumont (1759-1826 ; descendante héritière d'Hortense Mancini-Mazarin, et des La Porte de La Meilleraye, donc aussi des Ruzé d'Effiat) avec Honoré Grimaldi, prince de Monaco, qui fut ainsi le dernier seigneur de Longjumeau. La Révolution française permit en 1790 à Longjumeau de devenir chef-lieu d’un canton regroupant dix communes, puis vingt-huit à partir de 1800. Cette même année fut construit le château de Chambourg.

### Époque contemporaine

#### XIXesiècle

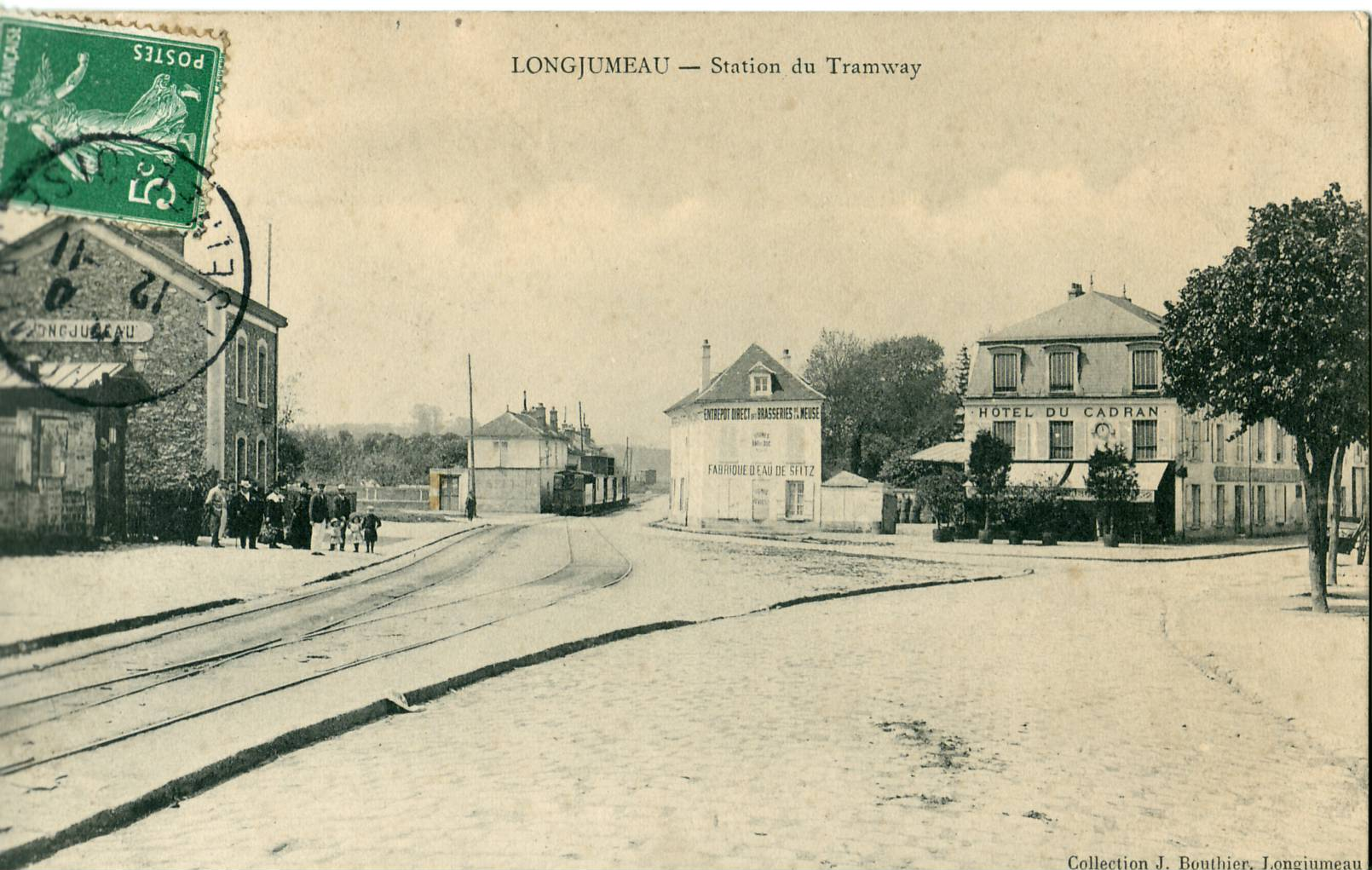
La station de l’Arpajonnais à Longjumeau.

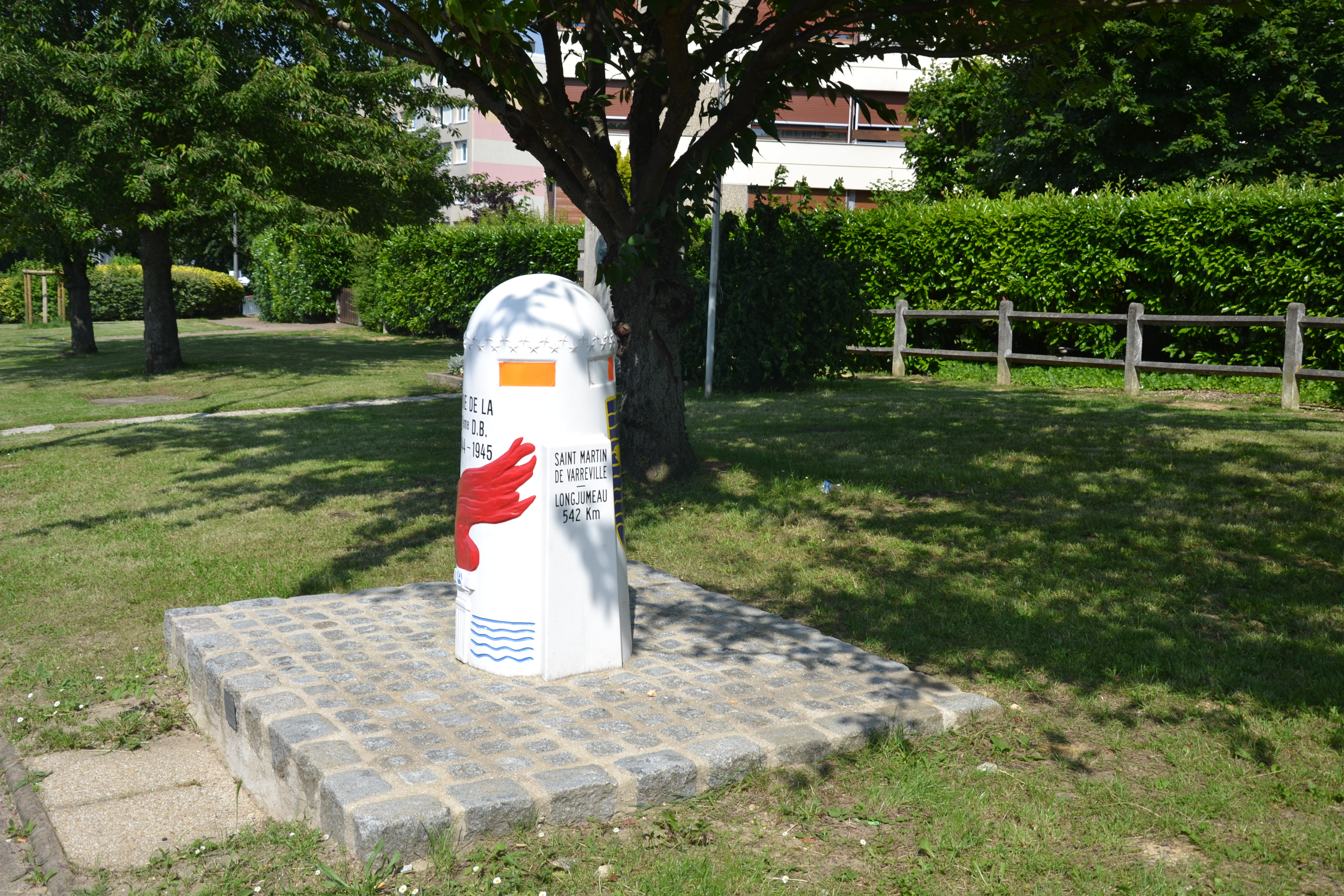
Borne de la Voie de la 2e DB, sur le trajet de la 2e DB, après le débarquement à Utah Beach.

En 1874, la municipalité loua des locaux pour implanter des logements d’instituteur et des classes. Rachetés en 1883 par le curé de la paroisse, ils furent cédés en 1887 à la société Prévoyance versaillaise qui y développa la future école Sainte-Anne. En 1883, la ligne de grande ceinture fut mise en service, Longjumeau disposait dès lors d’une gare qui la rendait accessible depuis les gares de triage de Versailles et Juvisy-sur-Orge. En 1893 fut mis en service le chemin de fer de l’Arpajonnais qui reliait directement Longjumeau aux halles de Paris. Le 23 mai 1897, la municipalité honora à la fois l’œuvre d’Adolphe Adam Le Postillon de Longjumeau et ses coursiers en inaugurant une statue en bronze.

#### XXesiècle
En 1908, la population poursuivant sa croissance, il fut décidé d’édifier un nouvel hôtel des Postes. En 1909 survint à Longjumeau l’accident le plus grave de la ligne de l’Arpajonnais, tuant douze personnes et en blessant quarante autres. De mai à août 1911, Lénine alors en exil résida dans la maison du 91, Grande-Rue, aujourd’hui avenue du Président-François-Mitterrand.
Pendant la Première Guerre mondiale, la propriété Meunier devint un Hôpital auxiliaire pour convalescents militaires (HACM), tandis que la salle paroissiale devint l'Hôpital auxiliaire de l'Union des femmes françaises (HAUFF) no 180.
En 1938, le docteur Maljean, propriétaire de l’hôtel Lutetia acheta la propriété Saint-Cyr, puis la revendit aux laboratoires pharmaceutiques Nativelle. En 1941, les Allemands occupèrent l’école Sainte-Anne pour en faire un poste de commandement. Après la Libération par les troupes de la 2e division blindée le 24 août 1944, les Alliés y installèrent un poste de contrôle. Sofía Koltchak après s’être échappée de Sébastopol a vécu à Paris et est morte à l’hôpital de Longjumeau en 1956.
En 1954 furent achevés les travaux de déviation de la route nationale 20 qui évite aujourd’hui le centre-ville pour passer à la frontière avec Saulx-les-Chartreux. En 1960, cet axe majeur fut complété par l’ouverture au nord-est du territoire de l’autoroute A6, après des travaux entamés en 1953. Les années 1960, marquées par les Trente Glorieuses et l’arrivée des rapatriés d’Algérie, virent le lotissement du grand ensemble au sud du territoire avec la construction en 1960 de la Villa Saint-Martin, en 1963 de la résidence Lacroix-Breton, en 1965 des Coteaux, en 1967 de Bel-Air et des Arcades et en 1968 de la Rocade. En 1965 fut créée la clinique de l’Yvette, agrandie en 1968 puis à nouveau en 1982 et 1991, en 1967 fut inaugurée l’école de musique. Dans les années 1970 fut construit le théâtre municipal.
En 1972, la commune acheta le château Nativelle pour y installer l’hôtel de ville et fit construire un nouveau bureau de Poste. Elle devint en 1997 la bibliothèque municipale. En 1974, la communauté Emmaüs acquit le château de Chambourg pour y installer des ateliers de travail. En 1978, la commune poursuivit son équipement avec l’ouverture du lycée Jacques Prévert, suivie en 1979 de l’ouverture à l’époque contestée du théâtre.
En 1997 fut inauguré le musée municipal dans l’ancien hôtel des Dauphins. Le 25 juillet 2010, la commune fut la dernière ville-étape du Tour de France 2010.

## Politique et administration

### Politique locale
La commune de Longjumeau est le chef-lieu du canton de Longjumeau représenté par les conseillers départementaux Sandrine Gelot (LR) et Stéphane Bazile (LR), et est intégrée à la quatrième circonscription de l'Essonne représentée par la députée Marie-Pierre Rixain (LREM). Le maire actuel est Sandrine Gelot (LR). Elle préside le conseil municipal composé de trente-cinq élus dont trente et un pour la majorité LR, 2 sièges pour la liste d'opposition SE et deux sièges pour la liste d'opposition LREM. Elle est assistée par onze adjoints dont trois adjoints de quartier et neuf conseillers municipaux délégués. En outre, la commune a mis en place des comités de quartier, un conseil municipal des enfants, un conseil des aînés et un centre communal d'action sociale. L’Insee attribue à la commune le code 91 3 14 345 et la Poste le code 91160. La commune de Longjumeau est enregistrée au répertoire des entreprises sous le code SIREN 219 103 454. Son activité est enregistrée sous le code APE 8411Z.
En 2015, la commune disposait d’un budget de 36 170 000 € dont 31 059 000 € de fonctionnement et 5 111 000 € d’investissement, financé pour 40,75 % par les impôts locaux avec des taux fixés à 19,69 % pour la taxe d'habitation, 18,11 % et 74,92 % pour la taxe foncière sur le bâti et le non bâti et 23,47 % pour la cotisation foncière des entreprises fixée par l’intercommunalité. Cette même année, l’endettement municipal s’élevait à 18 165 000 €. En 2014, la commune disposait sur son territoire de 2 617 logements locatifs sociaux, soit 31 % du parc total de logements dans la commune, la commune est ainsi bien au-delà du seuil fixé par la loi relative à la solidarité et au renouvellement urbains. En 2009, la commune a reçu une Marianne d'Or pour l’action en faveur du développement durable permettant une diminution de la taxe d’habitation.
La commune est membre de la communauté d'agglomération Paris-Saclay qui rassemble 27 communes du nord-ouest du département et qui dispose des compétences de développement économique et social, d’aménagement du territoire, de gestion de l’eau, d’organisation des transports en commun et de préservation de l'environnement. Elle adhère en outre au syndicat Intercommunal pour le Gaz et l’Electricité en Ile-de-France, au Siahvy pour l’aménagement de la vallée de l’Yvette et au Siom pour le traitement des ordures ménagères.
En 2012, Longjumeau a reçu le label « Ville Internet @@@@ ».

### Liste des maires
Depuis l'après-guerre, onze maires se sont succédé à la tête de la commune de Longjumeau :
| Période       | Période                     | Identité                   | Étiquette       | Qualité |
| ------------- | --------------------------- | -------------------------- | --------------- | --- |
| mai 1945      | octobre 1947                | Claude Jacquard            |                 | |
| octobre 1947  | mai 1953                    | Pierre Laproste            |                 | |
| mai 1953      | mars 1959                   | Paul Diéval                |                 | |
| mars 1959     | mars 1965                   | Camille Pillot             |                 | |
| mars 1965     | décembre 1981               | Jean Colin                 | CD puis UDF-CDS | Ancien administrateur des PTT Sénateur de l'Essonne (1968 → 1988) Conseiller régional d'Île-de-France (? → 1977) Conseiller général de Longjumeau (1967 → 1982) Réélu en 1971 et 1977 Démissionnaire                                                                                 |
| décembre 1981 | mars 1989                   | Michel Chartier            | DVD             | Réélu en 1983 |
| mars 1989     | mars 2001                   | Philippe Schmit            | PS              | Directeur d'administration Conseiller général de Longjumeau (1994 → 2001) Réélu en 1995 |
| mars 2001     | juin 2002                   | Pierre-André Wiltzer       | UDF             | Haut fonctionnaire, ministre délégué Député de l'Essonne (1986 → 2002) Conseiller régional d'Île-de-France (1992 → 2004) Démissionnaire après son entrée au gouvernement Raffarin |
| novembre 2002 | mars 2008                   | Bernard Nieuviaert         | DVD             | Avocat 5e vice-président de la CA Europ'Essonne (2006 → 2008) |
| mars 2008     | mars 2013                   | Nathalie Kosciusko-Morizet | UMP             | Ingénieure, secrétaire d'État puis ministre Députée de l'Essonne (4e circ.) (2002 → 2007 et 2012 → 2017) Conseillère régionale d'Île-de-France (2004 → 2010) Vice-présidente de la CA Europ'Essonne (2008 → ?) Démissionnaire après l'annonce de sa candidature à la mairie de Paris |
| mars 2013,    | En cours (au 18 avril 2023) | Sandrine Gelot             | UMP-LR          | Ancienne podologue Conseillère départementale de Longjumeau (2015 → ) 2e vice-présidente du conseil départemental de l'Essonne (2015 → ) 2e vice-présidente de la CA Paris-Saclay (2020 → ) Réélue pour le mandat 2020-2026                                                          |

### Politique de développement durable

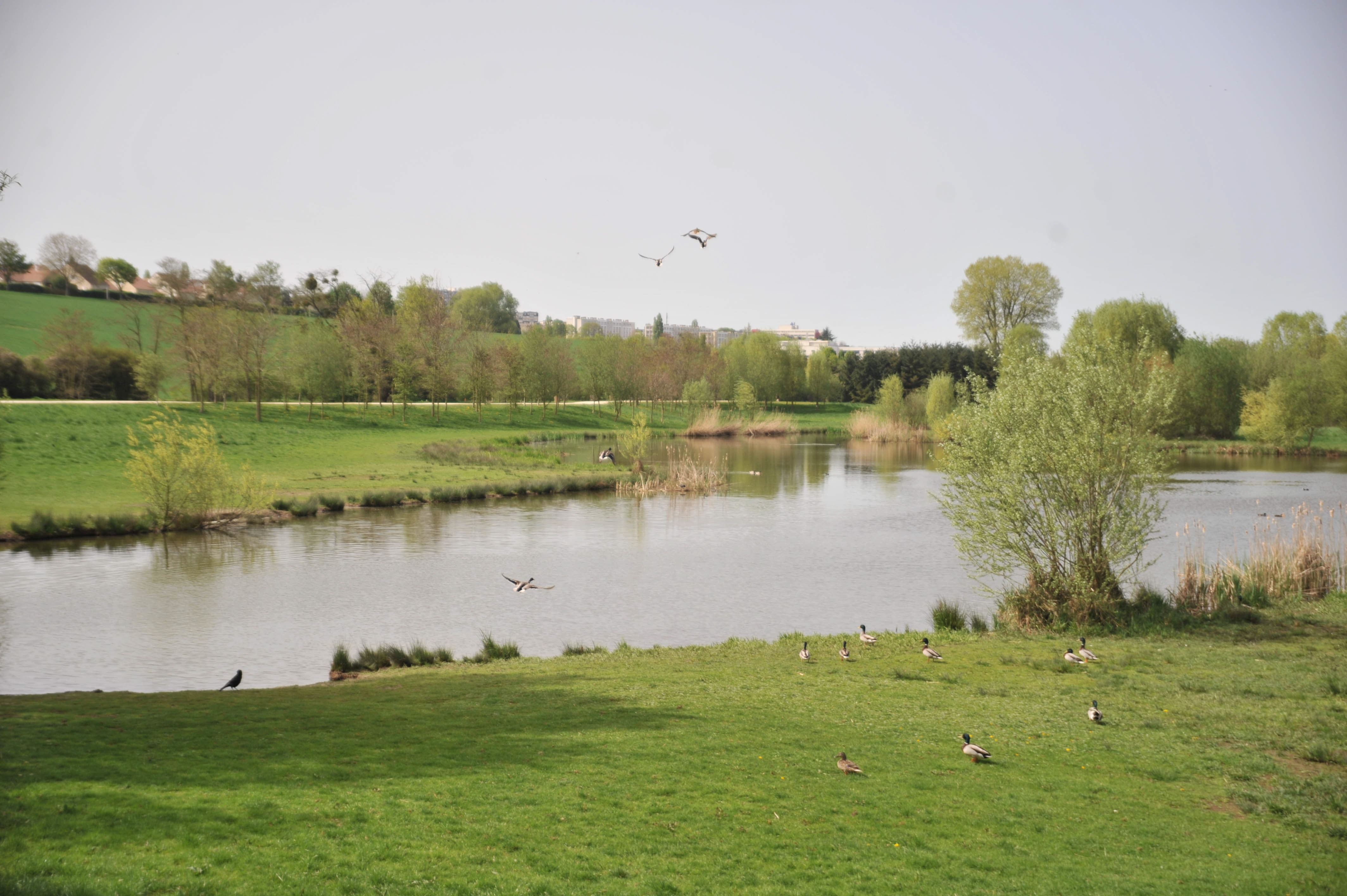
La plaine de Balizy.

Cette commune qui abrite certaines zones à l'environnement préservé fut dirigée de 2008 à 2013 par une ancienne secrétaire d’État à l'Écologie. Longjumeau a donc développé des actions en faveur du développement durable, en lançant une démarche d'Agenda 21 en 2015.
En plus du vaste bois des Templiers totalisant trente-cinq hectares en partie sur son territoire, la commune dispose de plusieurs parcs et jardins publics, dont le parc Nativelle à proximité de l'hôpital, l'arboretum, les jardins familiaux et huit squares, du Moulin Saint-Martin, Boieldieu, André Malraux, Victor Schœlcher, des Renoncules, Georges Brassens, du Tribunal et d’Auvergne. La plaine de Balizy, mêlant agriculture et prairie, constitue une coulée verte entre le centre-ville et les hameaux. Elle est en outre équipée d’un verger pédagogique accessible aux habitants et d’un rucher composé de vingt ruches réparties sur le territoire.
La commune est en outre titulaire depuis 2008 de trois fleurs au concours des villes et villages fleuris. Le « Sentier de l’Essonne », sentier de grande randonnée GR 111, commence son parcours dans la commune. Les berges de l’Yvette, le bois des Templiers et la plaine agricole ont été recensés au titre des espaces naturels sensibles par le conseil général de l'Essonne.

### Tendances et résultats politiques
Malgré la présence importante de logements « populaires » traditionnellement plutôt favorable à la gauche, l’analyse des derniers résultats électoraux de Longjumeau montre une tendance au vote de droite ou à une minoration du vote de gauche dans les scrutins locaux comme nationaux. Ainsi, en 2001, les candidats de l’UDF et du RPR l’emportaient très largement aux élections municipales et cantonales, le candidat aux cantonales Guy Malherbe obtenant près de 30 points d’avance sur son adversaire socialiste Philippe Schmit. En 2002, le maire de la commune fut réélu à la députation avec plus de 55 % des suffrages face à la candidate socialiste et le candidat Jacques Chirac arrivait en tête dès le premier tour avec près de 20 % des voix et obtint un score plus important au deuxième tour que dans le reste du pays (82,21 % en France) ou du département (84,96 % en Essonne), bénéficiant en partie du report de voix de Lionel Jospin arrivé second au premier tour et marquant un certain rejet de l’extrême droite. En 2004, suivant les tendances nationales, les électeurs longjumellois votèrent en majorité pour les listes socialistes aux élections européennes et régionales, plus largement pour Jean-Paul Huchon que le reste de la région (49,16 % des suffrages). Le conformisme électoral intervint aussi en 2005 lorsque les Longjumellois rejetèrent le traité de Rome alors qu’ils avaient approuvé à 56,19 % le traité de Maastricht en 1992. En 2007, suivant encore la tendance générale, le candidat Nicolas Sarkozy obtint le premier score dans la commune, cependant inférieur aux résultats départementaux, régionaux et nationaux et la candidate aux législatives Nathalie Kosciusko-Morizet arrivait en tête dans la commune avec cependant là aussi un score légèrement moindre que dans le reste de la circonscription. En 2008, la candidate aux élections cantonales Marianne Duranton (UMP) gagna d’une courte avance, de la même façon que Nathalie Kosciusko-Morizet pour sa première élection municipale malgré une triangulaire favorable avec deux listes divers gauche pour adversaires. Cependant, éventuel signe d’un début d’ancrage à droite de la commune, lors de l’élection européenne de 2009, le candidat de la majorité présidentielle Michel Barnier obtint à Longjumeau un score supérieur de deux points à celui obtenu dans le reste du département. Une section du parti socialiste est présente dans la commune.

#### Élections présidentielles, résultats des deuxièmes tours
- Élection présidentielle de 2002 : 85,50 % pour Jacques Chirac (RPR), 14,50 % pour Jean-Marie Le Pen (FN), 77,86 % de participation[108].
- Élection présidentielle de 2007 : 51,50 % pour Nicolas Sarkozy (UMP), 48,50 % pour Ségolène Royal (PS), 84,03 % de participation[109].
- Élection présidentielle de 2012 : 55,49 % pour François Hollande (PS), 44,51 % pour Nicolas Sarkozy (UMP), 81,39 % de participation[110].
- Élection présidentielle de 2017 : 74,01 % pour Emmanuel Macron (LREM), 25,99 % pour Marine Le Pen (FN), 74,76 % de participation[111].

#### Élections législatives, résultats des deuxièmes tours
- Élections législatives de 2002 : 56,49 % pour Pierre-André Wiltzer (UMP), 43,51 % pour Marianne Louis (PS), 56,63 % de participation[112].
- Élections législatives de 2007 : 54,86 % pour Nathalie Kosciusko-Morizet (UMP), 45,14 % pour Olivier Thomas (PS), 52,88 % de participation[113].
- Élections législatives de 2012 : 50,47 % pour Nathalie Kosciusko-Morizet (UMP), 49,53 % pour Olivier Thomas (PS), 61,50 % de participation[114].
- Élections législatives de 2017 : 56,5 % pour Marie-Pierre Rixain (LREM), 43,5 % pour Agnès Evren (LR), 49,16 % de participation[115].

#### Élections européennes, résultats des deux meilleurs scores
- Élections européennes de 2004 : 27,57 % pour Harlem Désir (PS), 14,56 % pour Patrick Gaubert (UMP), 39,61 % de participation[116].
- Élections européennes de 2009 : 28,36 % pour Michel Barnier (UMP), 17,75 % pour Daniel Cohn-Bendit (Europe Écologie), 36,95 % de participation[117].
- Élections européennes de 2014 : 23,02 % pour Alain Lamassoure (UMP), 21,29 % pour Aymeric Chauprade (FN), 38,17 % de participation[118].
- Élections européennes de 2019 : 24,32 % pour Nathalie Loiseau (LREM), 18,49 % pour Jordan Bardella (RN), 46,77 % de participation[119]

#### Élections régionales, résultats des deux meilleurs scores
- Élections régionales de 2004 : 51,91 % pour Jean-Paul Huchon (PS), 36,73 % pour Jean-François Copé (UMP), 61,67 % de participation[120].
- Élections régionales de 2010 : 56,94 % pour Jean-Paul Huchon (PS), 43,06 % pour Valérie Pécresse (UMP), 44,91 % de participation[121].
- Élections régionales de 2015 : 42,20 % pour Valérie Pécresse (LR), 39,52 % pour Claude Bartolone (PS), 54,18 % de participation[122].

#### Élections cantonales, résultats des deuxièmes tours
- Élections cantonales de 2001 : 64,07 % pour Guy Malherbe (RPR), 35,93 % pour Philippe Schmit (PS), 57,01 % de participation.
- Élections cantonales de 2008 : 50,99 % pour Marianne Duranton (UMP), 49,01 % pour Sofianne Belguerras (PS), 56,86 % de participation[123].
- Élections départementales de 2015 : 63,41 % pour Sandrine Gelot Rateau et Claude Pons (UMP), 36,59 % pour Mireille Cuniot-Ponsard (EELV) et Didier Varenne (PS), 41,17 % de participation[124].

#### Élections municipales, résultats des deuxièmes tours
- Élections municipales de 2001 : 50,45 % pour Pierre-André Wiltzer (UDF), 27,37 % pour Philippe Schmit (PS), 58,69 % de participation[125].
- Élections municipales de 2008 : 47,27 % pour Nathalie Kosciusko-Morizet (UMP), 46,79 % pour Jean-Claude Marquez (PS), 62,45 % de participation[126].
- Élections municipales de 2014 : 54,93 % pour Sandrine Gelot-Rateau (UMP), 32,82 % pour Gilles Gobron (PS), 12,23 % pour Patrice Bruera (FN) 57,98 % de participation[126].

#### Référendums
- Référendum de 2000 sur le quinquennat présidentiel : 76,81 % pour le Oui, 23,19 % pour le Non, 27,95 % de participation[127].
- Référendum de 2005 relatif au traité établissant une Constitution pour l’Europe : 53,40 % pour le Non, 46,60 % pour le Oui, 65,37 % de participation[128].

### Services publics

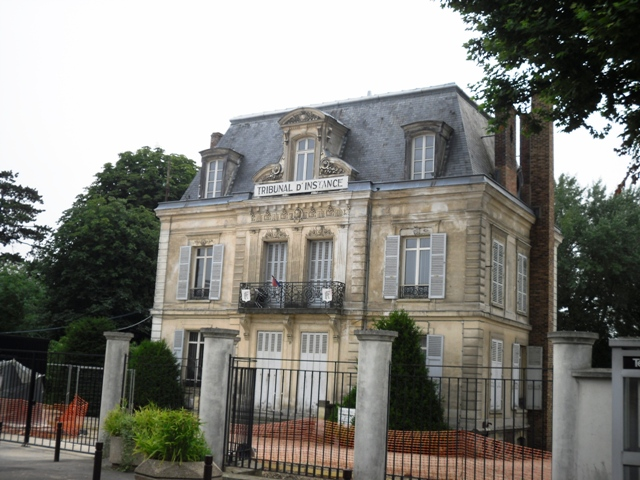
Le tribunal d’instance.

Centre urbain important, Longjumeau accueille plusieurs représentations du service public, parmi lesquelles deux agences postales en centre-ville et à Balizy, un tribunal d’instance et un conseil de prud’hommes, une trésorerie principale, une antenne de la caisse primaire d'assurance maladie, un centre de la protection maternelle et infantile et une agence pôle emploi. La sécurité du lieu est assurée par un centre de secours mixte présent dans la commune, le commissariat de police de Longjumeau et la brigade territoriale autonome de la gendarmerie nationale présente dans la commune. Deux offices notariaux, deux études d’huissier de justice et sept avocats sont installés dans la commune. L’organisation juridictionnelle rattache les justiciables longjumellois au tribunal d’instance et au conseil de prud’hommes installés dans la commune, au tribunal de grande instance d’Évry et à la cour d'appel de Paris.

### Jumelages
| Longjumeau Bamba Bretten Condeixa-a-Nova Pontypool |

Longjumeau a développé des associations de jumelage avec:
- Bamba (Mali) depuis 1988 située à 3 542 kilomètres[144].
- Bretten (Allemagne) depuis 1981, en allemand Bretten, située à 471 kilomètres[145].
- Condeixa-a-Nova (Portugal) depuis 1985, en portugais Condeixa-a-Nova, située à 1 282 kilomètres[146].
- Pontypool (Royaume-Uni) depuis 1994, en anglais Pontypool, située à 506 kilomètres[147].

## Population et société

### Démographie

#### Évolution démographique
Depuis le premier recensement des personnes intervenu en 1793, la population de Longjumeau a connu une évolution chaotique puis une forte croissance démographique. Ainsi, des deux mille trente habitants recensés en 1793, il n’en restait plus que mille trois cent soixante dix-sept en 1800, avant une nouvelle forte croissance à deux mille vingt-deux personnes et une nouvelle chute à mille cinq cent quatre-vingt-quinze résidents en 1821. En 1831, le total s’élevait à deux mille trente-huit habitants pour repasser de façon durable sous la barre des deux mille personnes cinq ans plus tard, jusqu’en 1861. De cette date commença une période de relative stabilité autour de deux mille cinq cents habitants jusqu’en 1931 où la commune franchit pour la première fois le cap des trois mille résidents. Après une légère décroissance en 1946 au sortir de la Seconde Guerre mondiale, l’évolution à la hausse reprit avec trois mille six cent trente-sept habitants en 1954 et déjà cinq mille cinq cent vingt-deux en 1962. Les années 1960 et la construction massive d’un grand ensemble permit à la démographie municipale d’exploser pour atteindre en 1968 douze mille neuf cent vingt-neuf Longjumellois puis dix-huit mille cent soixante-dix en 1975. Dès lors la croissance se ralentit jusqu’au recensement intervenu en 2006 qui comptait vingt et un mille quarante-huit habitants à Longjumeau. Avec 9,2 % de la population de nationalité étrangère en 1999, l’immigration compte pour une part relativement importante dans cette croissance démographique, plusieurs communautés sont représentées, par ordre d’importance de représentation, les Portugais avec 2,8 % de la population totale, les Algériens et Tunisiens avec 1,3 %, les Marocains avec 0,7 %, les Italiens avec 0,3 % puis les Espagnols et les Turcs avec 0,2 %.

L'évolution du nombre d'habitants est connue à travers les recensements de la population effectués dans la commune depuis 1793. Pour les communes de plus de 10 000 habitants les recensements ont lieu chaque année à la suite d'une enquête par sondage auprès d'un échantillon d'adresses représentant 8 % de leurs logements, contrairement aux autres communes qui ont un recensement réel tous les cinq ans,.

En 2022, la commune comptait 20 470 habitants, en évolution de −5,31 % par rapport à 2016 (Essonne : +2,89 %, France hors Mayotte : +2,11 %).
| 1793  | 1800  | 1806  | 1821  | 1831  | 1836  | 1841  | 1846  | 1851  |
| ----- | ----- | ----- | ----- | ----- | ----- | ----- | ----- | ----- |
| 2 030 | 1 377 | 2 022 | 1 595 | 2 038 | 1 946 | 1 998 | 1 849 | 1 991 |

| 1856  | 1861  | 1866  | 1872  | 1876  | 1881  | 1886  | 1891  | 1896  |
| ----- | ----- | ----- | ----- | ----- | ----- | ----- | ----- | ----- |
| 1 906 | 2 256 | 2 317 | 2 301 | 2 314 | 2 585 | 2 693 | 2 551 | 2 440 |

| 1901  | 1906  | 1911  | 1921  | 1926  | 1931  | 1936  | 1946  | 1954  |
| ----- | ----- | ----- | ----- | ----- | ----- | ----- | ----- | ----- |
| 2 343 | 2 344 | 2 425 | 2 538 | 2 735 | 3 106 | 3 014 | 3 010 | 3 637 |

| 1962  | 1968   | 1975   | 1982   | 1990   | 1999   | 2006   | 2011   | 2016   |
| ----- | ------ | ------ | ------ | ------ | ------ | ------ | ------ | ------ |
| 5 522 | 12 929 | 18 170 | 18 370 | 19 864 | 19 957 | 21 048 | 21 510 | 21 618 |

| 2021   | 2022   | - | - | - | - | - | - | - |
| ------ | ------ | - | - | - | - | - | - | - |
| 20 620 | 20 470 | - | - | - | - | - | - | - |

#### Pyramide des âges
En 2018, le taux de personnes d'un âge inférieur à 30 ans s'élève à 39,5 %, soit en dessous de la moyenne départementale (39,9 %). À l'inverse, le taux de personnes d'âge supérieur à 60 ans est de 20,3 % la même année, alors qu'il est de 20,1 % au niveau départemental.
En 2018, la commune comptait 10 000 hommes pour 10 964 femmes, soit un taux de 52,30 % de femmes, légèrement supérieur au taux départemental (51,02 %).
Les pyramides des âges de la commune et du département s'établissent comme suit.
| Hommes | Classe d’âge | Femmes |
| ------ | ------------ | ------ |
| 0,5    | 90 ou +      | 1,3    |
| 5,0    | 75-89 ans    | 7,7    |
| 13,0   | 60-74 ans    | 13,0   |
| 20,7   | 45-59 ans    | 19,7   |
| 20,0   | 30-44 ans    | 19,9   |
| 19,3   | 15-29 ans    | 17,5   |
| 21,5   | 0-14 ans     | 21,0   |

| Hommes | Classe d’âge | Femmes |
| ------ | ------------ | ------ |
| 0,5    | 90 ou +      | 1,4    |
| 5,4    | 75-89 ans    | 7,2    |
| 12,9   | 60-74 ans    | 13,9   |
| 20     | 45-59 ans    | 19,4   |
| 19,9   | 30-44 ans    | 20,1   |
| 20     | 15-29 ans    | 18,2   |
| 21,3   | 0-14 ans     | 19,8   |

### Enseignement

#### Établissements scolaires

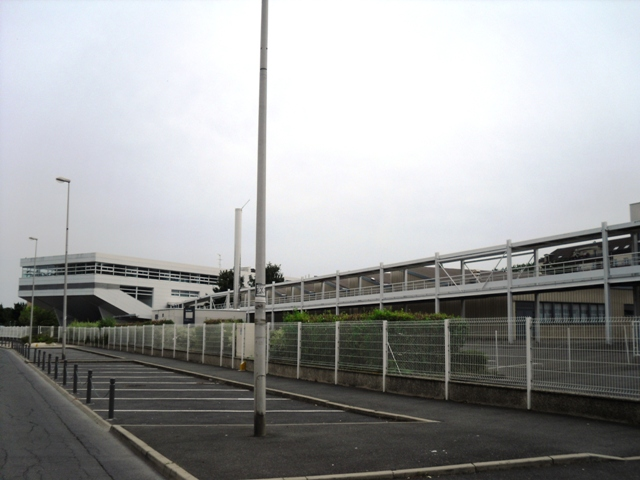
Le lycée Jean-Perrin.

Les établissements scolaires de Longjumeau sont tous rattachés à l’académie de Versailles.

##### Écoles primaires
La commune dispose sur son territoire des cinq écoles maternelles Charles-Perrault, Albert-Gubanski, Maryse-Bastié Jean-Mermoz et Balizy, des quatre écoles élémentaires Georges-Guynemer, Jules-Ferry, Hélène-Boucher, Antoine-de-Saint-Exupéry et des deux écoles primaires de Balizy et Albert-Schweitzer. L’école primaire privée catholique Sainte-Anne et l’école intercommunale des Saules en partenariat avec Champlan complètent l’offre éducative.

##### Collège et lycée
La plupart des élèves poursuivent leur scolarité au collège Louis-Pasteur puis dans l’un des lycées de la commune : Jacques-Prévert pour les sections générales et technologiques, Jean-Perrin pour certaines sections professionnelles (mais dans d'autres communes, pour les autres sections).

#### Enseignement supérieur
L'Institut de formations paramédicales (IFPM) du groupe hospitalier Nord-Essonne et du département universitaire des formations en sciences infirmières de la faculté de médecine de l'université Paris-Saclay dispose d'un site d'enseignement à proximité du parc Nativelle et y dispense notamment le grade de licence et diplôme d'État d'infirmier,.

### Services à l'enfance
La maison Colucci propose un accompagnement social et scolaire des enfants en difficulté. La crèche communale Yvonne-Estivale, la crèche familiale et une halte-garderie accueillent les jeunes enfants, des centres de loisirs installés dans les locaux des écoles Albert-Gubanski, Charles-Perrault et de Balizy sont utilisés hors périodes scolaires. La fédération des parents d’élèves de l’enseignement public est présente dans les conseils des établissements scolaires. Un point d’information jeunesse communal aide les jeunes dans leurs choix d’orientation.

### Équipement sanitaire et social

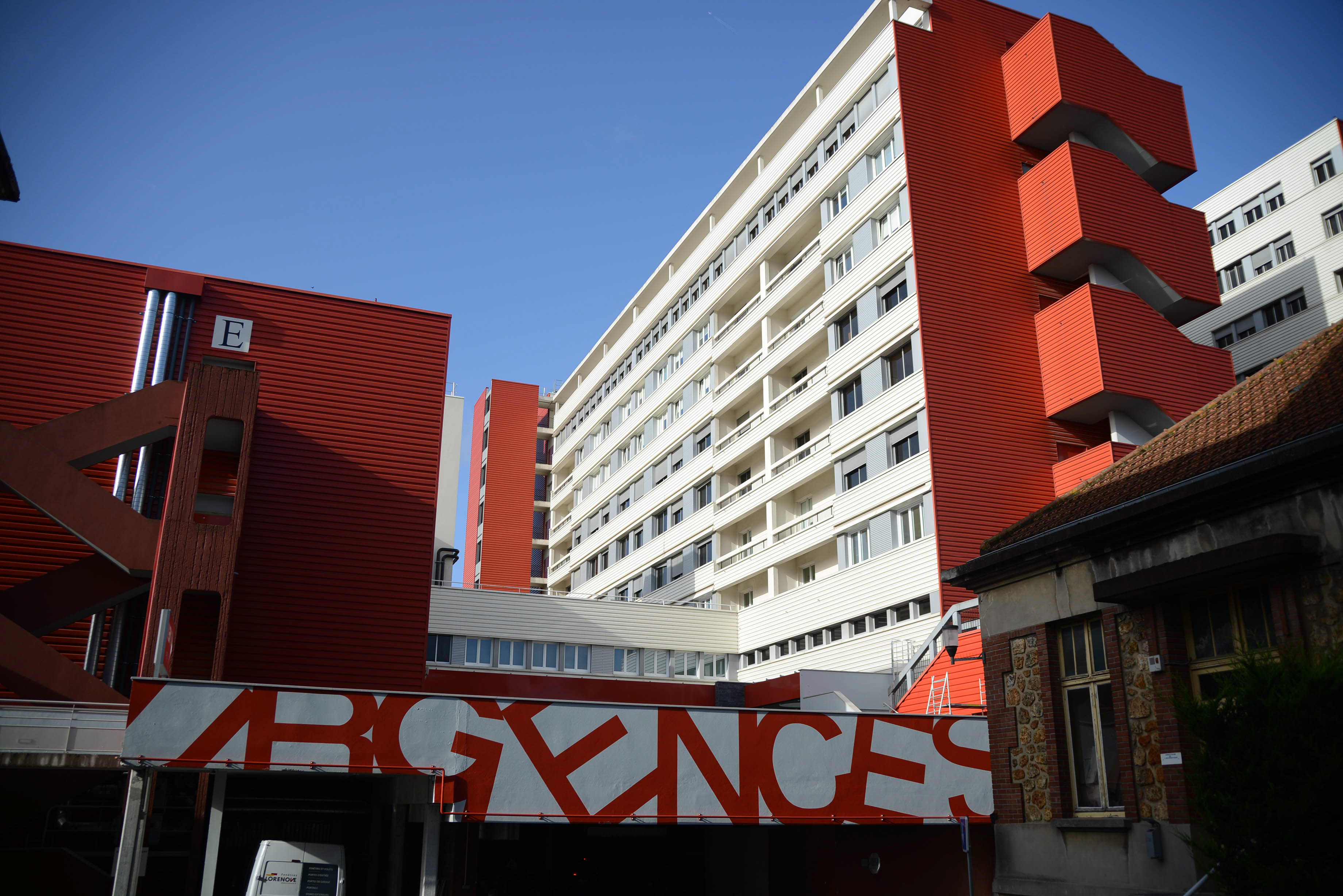
Bâtiment principal du centre hospitalier général de Longjumeau

#### Établissements hospitaliers
Longjumeau accueille sur son territoire deux établissements de santé d’importance locale, le centre hospitalier général disposant de l’ensemble des spécialités, d’un service d’urgences, d’un service mobile d'urgence et de réanimation, d’un plateau technique d’imagerie médicale et d’une maternité, et la clinique privée de l’Yvette spécialisée en obstétrique-chirurgicale et qui constitue l’un des sept centres franciliens en urgences main depuis décembre 1988.

#### Autres services sanitaires et sociaux
Le centre communal d'action sociale un centre municipal de soins, la commune dispose d’une maison médicale de garde, d’un centre de protection maternelle et infantile et d’un centre de planification familiale. Quarante-quatre médecins indépendants et vingt chirurgiens-dentistes exercent dans la commune, huit pharmacies y sont installées.

### Équipement culturel

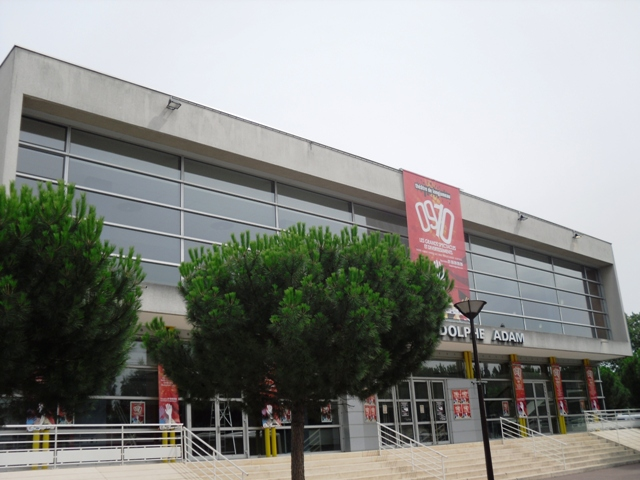
Le théâtre municipal Adolphe Adam.

#### Le Théâtre municipal
Le principal lieu de culture de Longjumeau est son théâtre municipal Adolphe Adam. Il dispose d’une salle principale de neuf cent quatre vingt places et d’un auditorium de trois cents places. Il accueille aussi les séances de cinéma de la ville avec un équipement numérique Dolby. Depuis le début des années 2000, il porte le nom de Théâtre de Longjumeau. Il accueille principalement des variétés, du théâtre, des humoristes, de la danse, de la musique classique et du Jazz. Il propose chaque année un festival de Jazz en Mai. Une programmation scolaire est aussi proposée ainsi qu'un programme d'EAC. Il est géré dans le cadre d'une Délégation de Service Public par la société Producene, filiale du Group Soumère.

#### Musée
Installé dans l’Hôtel des Dauphins, dans un bâtiment datant du XVIIIe siècle, le musée d’histoire et d’archéologie de Longjumeau, créé par le Dr Cathelin, inauguré en 1934 a de nouveau ouvert ses portes en 1997. Celui-ci présente des collections issues des fouilles locales et de collectionneurs privés de la commune.

#### Bibliothèque et ludothèque
La commune dispose aussi de la bibliothèque municipale Boris Vian avec plus de cinquante mille ouvrages complétée par la ludothèque et le cyberespace dans l’ancien château Nativelle, de l’école de musique, danse, art lyrique et art dramatique Mozart.
Il existe une douzaine de boites à livres installées sur le territoire de la commune.

#### Autres équipements culturels
La maison sociale de proximité Michel Colucci constitue un espace d’animation et d’échange culturel, au même titre que la maison de quartier Georges Brassens.
La fête de la musique est relayée dans la commune chaque 21 juin.

### Équipements sportifs

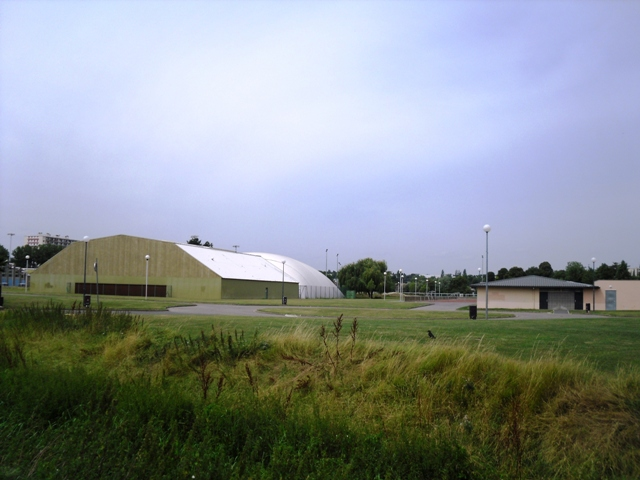
Le stade Frédéric-Langrenay.

La commune dispose de plusieurs installations sportives réparties sur le territoire :
Le Parc des sports
Le parc entourant le stade Frédéric-Langrenay, est équipé d’une piste d'athlétisme, d’un terrain d’honneur avec des tribunes de cinq cents places pour la pratique du football et du rugby, de trois terrains de football en herbe, de dix courts de tennis dont quatre couverts, du skatepark Albert-Bedouet, des trois gymnases Raymond-Linder, André-Nicolas et Charles-Rigoulot et de la salle polyvalente Anne-Frank.
La piscine
La piscine municipale Pierre-et-Marcelle-Chichignoud, qui a été rénovée en 2016 mais fermée en 2021, disposait de deux bassins de vingt-cinq mètres et douze mètres cinquante et d’un solarium.
Les autres équipements
Plusieurs autres bâtiments sont disséminés dans la commune, les gymnases Joseph-Courtand, Micheline-Ostermeyer, Antoine-de-Saint-Exupéry, ce dernier complété d’un mur d'escalade et d’un plateau multisports et le dojo Jean-Marquez. Une école municipale des sports et une école de natation favorise l’apprentissage des différentes disciplines par les enfants. Longjumeau a été désignée dernière ville-étape du Tour de France 2010.

### Lieux de culte

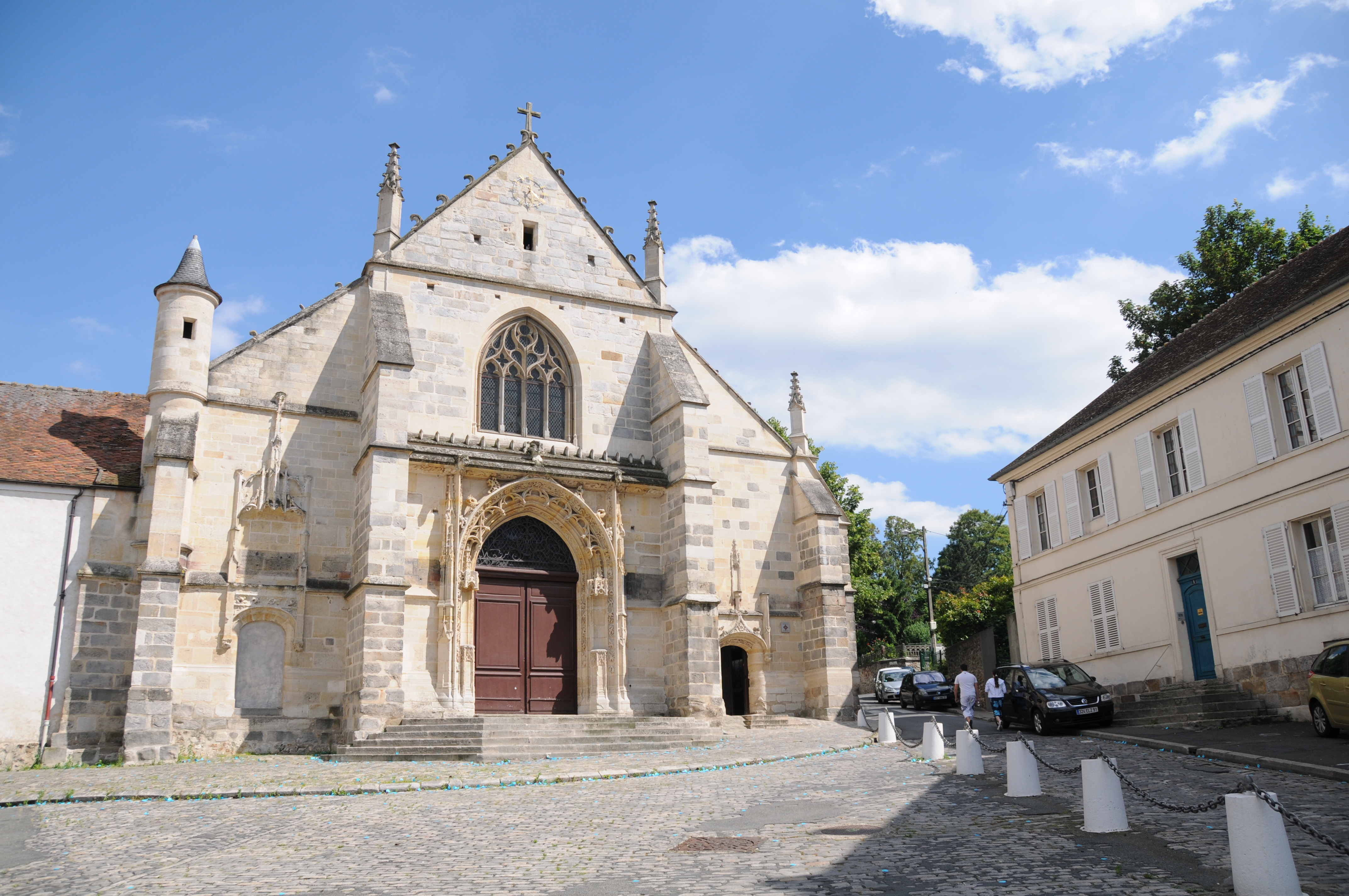
L'église Saint-Martin.

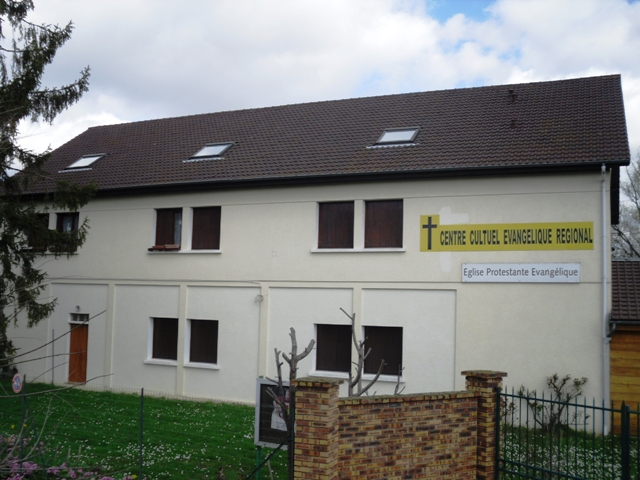
L’église évangélique.

#### Culte catholique
La paroisse catholique, l'église Saint-Martin, est au centre du secteur paroissial de Longjumeau, rattaché au diocèse d'Évry-Corbeil-Essonnes.

#### Autres cultes
La communauté israélite dispose d’une synagogue dans la commune gérée par l’association ACIL;
L’église protestante évangélique dispose d’un temple dans la commune;
La communauté musulmane dispose d’une mosquée dans le centre socio-culturel islamique, géré par l'association CSIL.

### Médias
Presse locale
L’hebdomadaire Le Républicain relate les informations locales dans son édition Nord-Essonne, comme la station de radio EFM.
télévision
Le territoire de la commune est situé dans le bassin d’émission des chaînes de télévision France 3 Paris Île-de-France Centre et d’IDF1.

## Économie
Longjumeau est intégré par l’Insee au bassin d'emploi de Saclay qui regroupait en 2011 136 communes et 1 149 879 habitants, les Longjumellois représentant 1,87 % de la population totale. En 2014, la population active de la commune comptait 10 920 personnes, dont 9 664 ayant un emploi soit 8,9 % de chômeurs. Le nombre d’emplois dans la commune était de 7 528 tous secteurs confondus.

### Activités
Si les deux premiers employeurs de la commune sont le centre hospitalier et la clinique de l’Yvette, Longjumeau accueille aussi dans ses trois zones d’activités des Frères-Lumière, de la Vigne-aux-Loups et de l’Évènement des entreprises importantes dont le siège social français d’Intersport.
Au total, ce sont 1 148 entreprises qui étaient domiciliées à Longjumeau en 2015. Quatre exploitations agricoles étaient encore en activité dans la commune en 2014, essentiellement tournées vers le maraîchage. Depuis novembre 2005, la commune est au cœur de l’opération d'Intérêt National de Massy Palaiseau Saclay Versailles Saint-Quentin-en-Yvelines. Un marché se tient en centre-ville les mercredis et samedis matin.

### Emploi
Plus de 90 % des actifs ayant un emploi étaient salariés, travaillant pour 89,7 % d’entre eux dans le secteur tertiaire et 6,1 % dans l’industrie. Près d’un tiers des actifs relevait de la catégorie des professions intermédiaires, suivis par les employés à 27,4 %, les cadres à 20 % et les ouvriers à 18,3 %. La commune bénéficie ainsi d’un mélange social relativement important, avec des différences de revenus marquées entre un salaire horaire net moyen de 11,6 € pour les ouvriers et 24,8 € pour les cadres en 2014, avec 30,5 % des foyers qui n’étaient pas imposables.
| Répartition des emplois par catégorie socioprofessionnelle en 2014. |              |                                           |                                                   |                                       |                                                              |          |
|                                                                     | Agriculteurs | Artisans, commerçants, chefs d’entreprise | Cadres et professions intellectuelles supérieures | Professions intermédiaires            | Employés                                                     | Ouvriers |
| Longjumeau                                                          | 0 %          | 5,3 %                                     | 19,1 %                                            | 32,3 %                                | 28,2 %                                                       | 15,1 %   |
| Zone d’emploi de Saclay                                             | 0,1 %        | 4,3 %                                     | 31,8 %                                            | 27,4 %                                | 23,4 %                                                       | 13 %     |
| Moyenne nationale                                                   | 1,7 %        | 6,6 %                                     | 17,4 %                                            | 25,8 %                                | 28,1 %                                                       | 20,5 %   |
| Répartition des emplois par secteur d'activité en 2014.             |              |                                           |                                                   |                                       |                                                              |          |
|                                                                     | Agriculture  | Industrie                                 | Construction                                      | Commerce, transports, services divers | Administration publique, enseignement, santé, action sociale |          |
| Longjumeau                                                          | 0 %          | 6,1 %                                     | 4,1 %                                             | 45,4 %                                | 44,3 %                                                       |          |
| Zone d’emploi de Saclay                                             | 0,2 %        | 12,4 %                                    | 6,5 %                                             | 53,4 %                                | 27,4 %                                                       |          |
| Moyenne nationale                                                   | 2,7 %        | 12,5 %                                    | 6,7 %                                             | 46,2 %                                | 31,9 %                                                       |          |
| Sources : Insee                                                     |              |                                           |                                                   |                                       |                                                              |          |

## Culture locale et patrimoine

### Patrimoine architectural
Le patrimoine architectural de Longjumeau est varié des diverses époques d’occupation et de croissance de la commune. Le monument d’importance est l’église Saint-Martin, construite aux XIIIe et XIVe siècles et classée le 1er avril 1910. Plusieurs propriétés marquent encore la richesse du bourg sur la route de Paris, dont l’hôtel du Dauphin du XVIe siècle où fut signée la paix de Longjumeau, le château Nativelle et le château de Chambourg du XVIIIe siècle équipé d’un pigeonnier à l’italienne, ainsi que la maison de l'Engelthal construite en 1822 sur la Route départementale 117 (Essonne) dont deux chapiteaux du XIe siècle proviennent de la démolition de N.-D. de Corbeil. Subsistent aussi les bâtiments d’équipement public dont le pont sur l’Yvette construit en 1438, la gare ouverte en 1883 et l’ancienne Poste ouverte en 1908. Les trois tours résidentielles de la Peupleraie dominent la commune du haut de leurs treize étages,,.

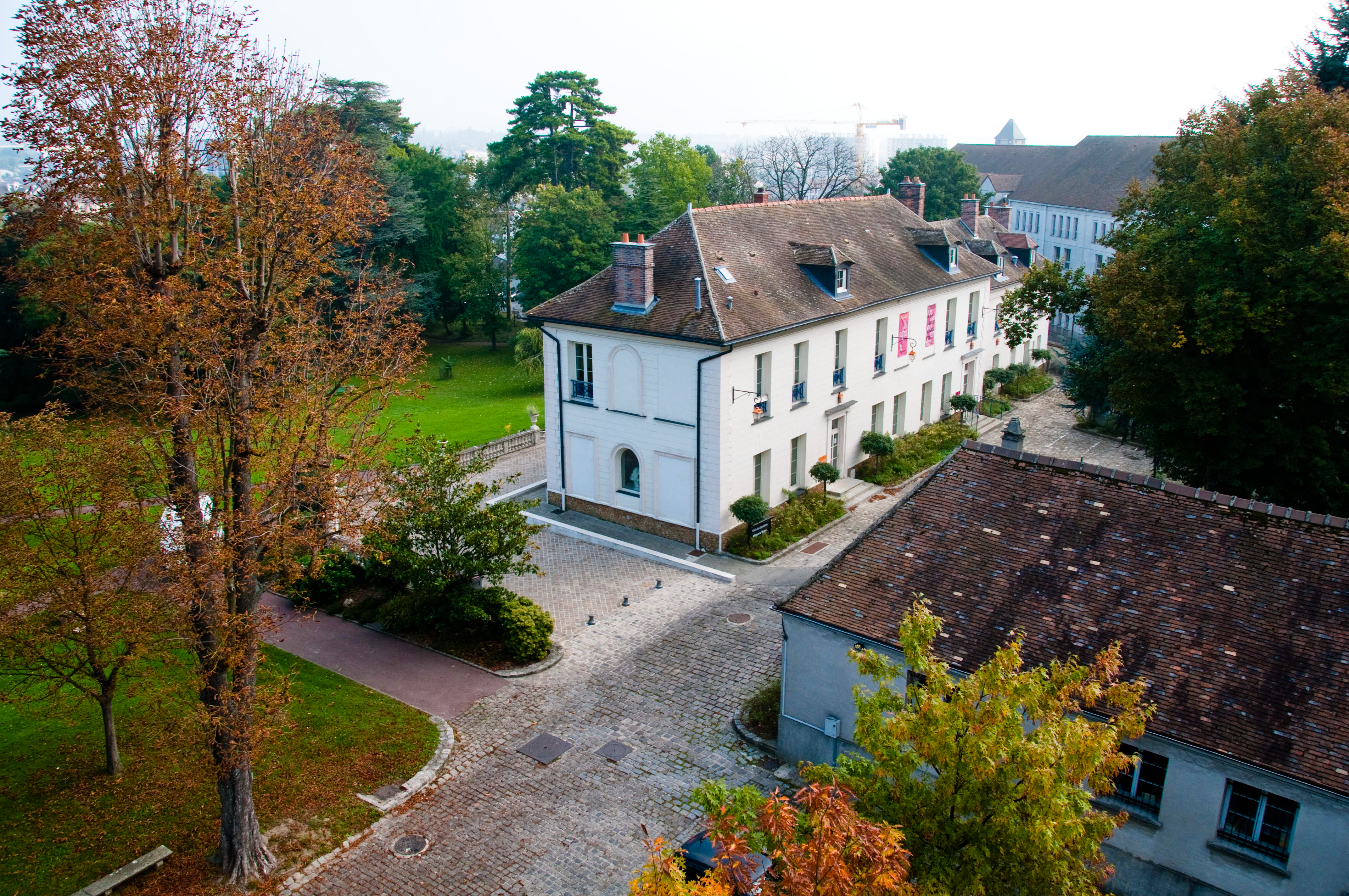
Le château Nativelle.
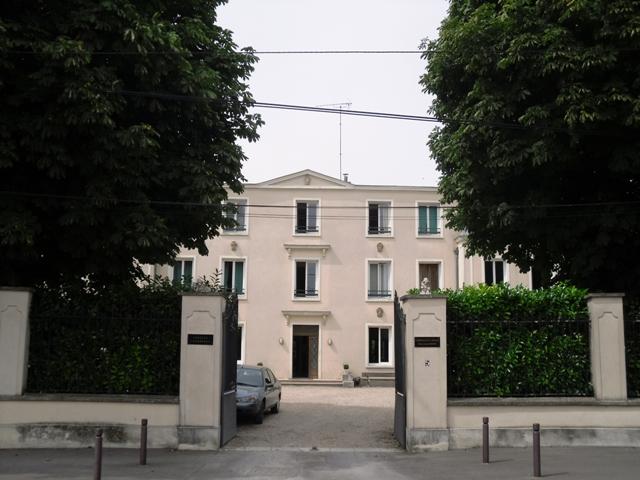
Le château Chambourg.
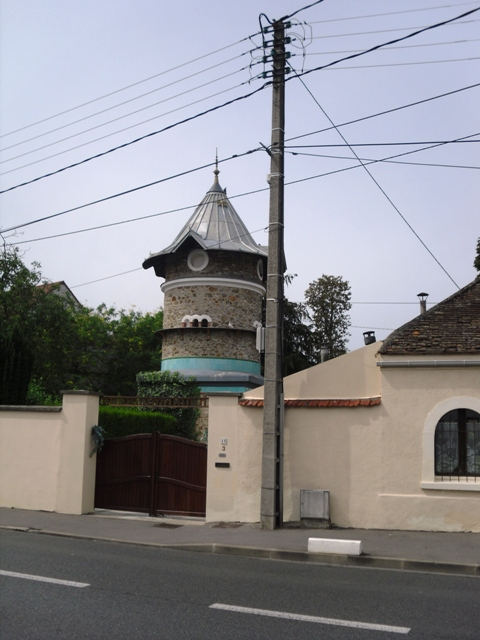
Le colombier du château Chambourg.
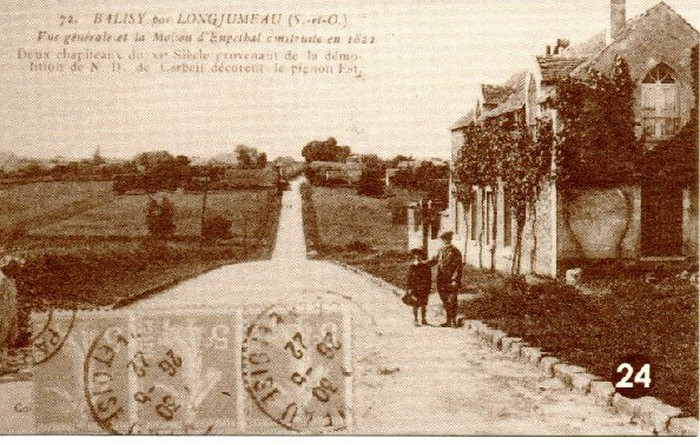
La maison de l'Engelthal construite en 1822.

### Personnalités liées à la commune

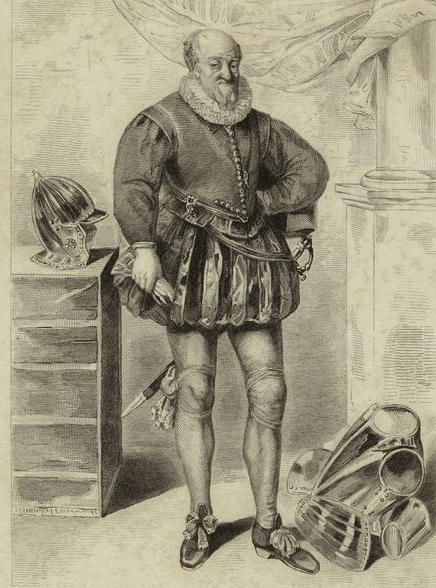
Martin Ruzé de Beaulieu.

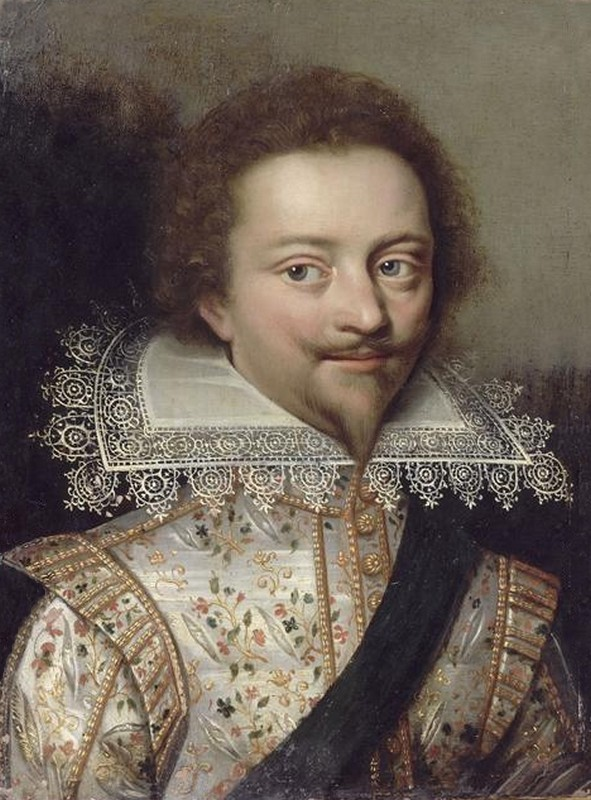
Le Marquis d'Effiat.

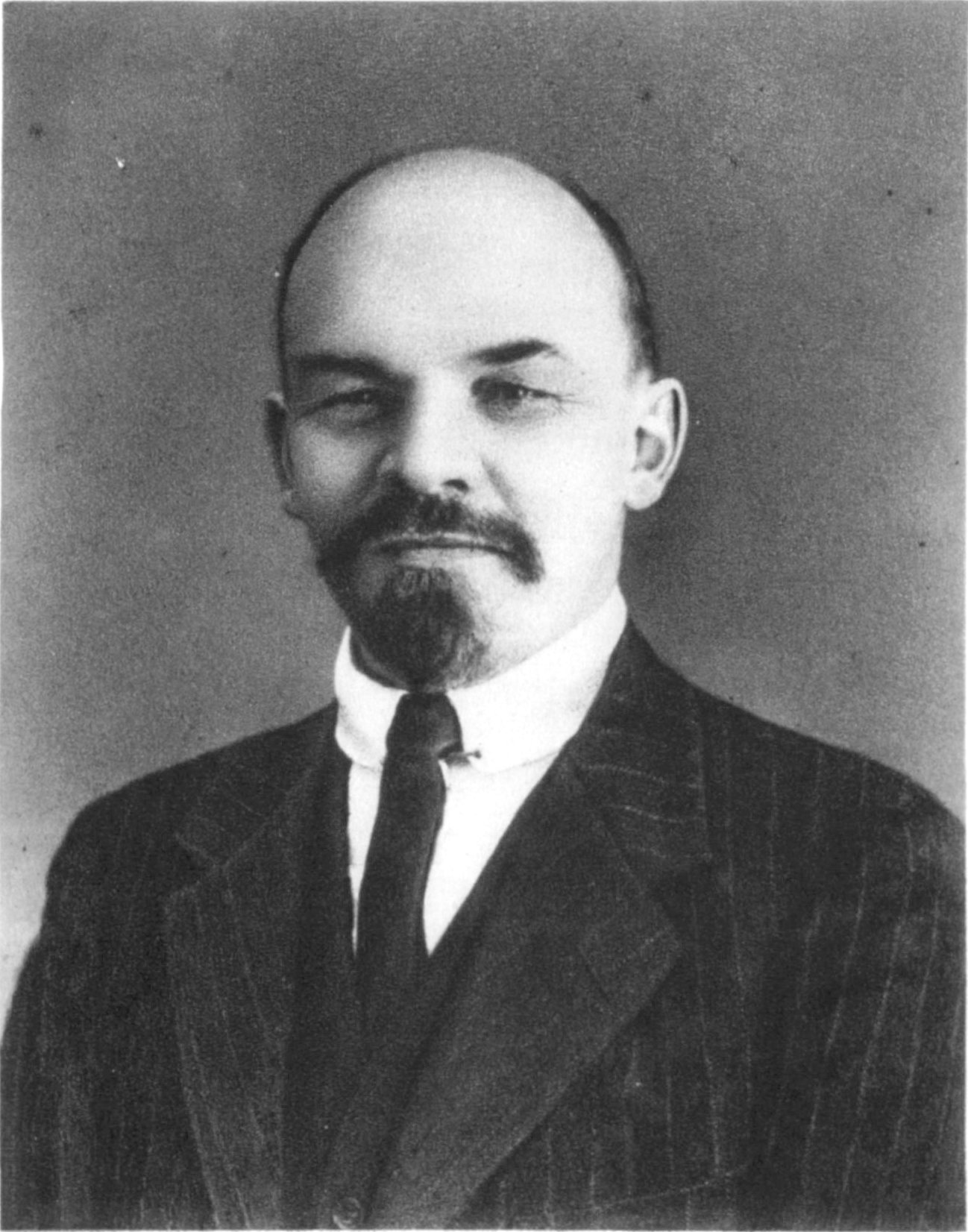
Lénine.

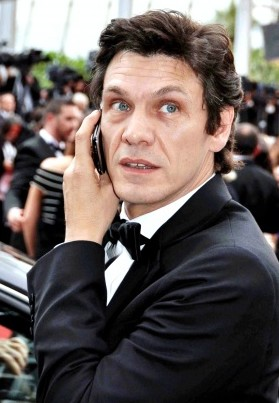
Marc Lavoine.

Différents personnages publics sont nés, décédés ou ont vécu à Longjumeau :
- André de Longjumeau (?-v. 1253), explorateur dominicain en était le seigneur.
- Antoine Héroët (v. 1492-1567), poète et clerc y vécut.
- Martin Ruzé de Beaulieu (1530-1613), homme politique et secrétaire du roi en fut le seigneur.
- Antoine Coëffier de Ruzé d'Effiat (1581-1632), maréchal de France en fut le seigneur.
- Antoine II Coëffier de Ruzé d'Effiat (1639-1719), petit-fils du précédent, en fut le seigneur.
- Jean Ruzé d'Effiat (1622-1698), religieux y vécut.
- Louise d'Aumont (1759-1826), en était comtesse.
- Nicolas Charles Seringe (1776-1858), botaniste y est né.
- Jacques François Roger (1787-1849), avocat et gouverneur du Sénégal y est né.
- Henri Richardot (1845-1927), poète et notaire y vécut.
- Alice Heine (1858-1925), en était comtesse.
- Lénine (1870-1924), révolutionnaire bolchevik y vécut en mai 1911 dans une chambre au premier étage d’une maison de la Grande-Rue. Il ouvre dans la ville une école pour les cadres de son parti[192].
- Gabriel Angoulvant (1872-1932), gouverneur général en AEF et AOF y est né.
- Nikifor Efremovich Vilonov (1883-1910), révolutionnaire bolchevik y vécut.
- Gaston Berger (1896-1960), philosophe, mourut à l'hôpital de Longjumeau, où il avait été transporté après que sa voiture eut capoté sur l'autoroute du Sud[193].
- Auguste Gillot (1905-1998), homme politique et résistant en fut conseiller municipal.
- Paulette Dubost (1910-2011), actrice y vécut et y est morte.
- Jean Colin (1923-2000), homme politique, en fut maire et conseiller général.
- Michel Cassez (1935-2025), chef d'orchestre et compositeur, y exerça.
- Pierre Fournier (1937-1973), journaliste y vécut.
- Michel Loirette (1943-), romancier, a été pendant douze ans proviseur du lycée Jacques-Prévert.
- Gérard Migeon (1947-), footballeur, y est né.
- Albert II de Monaco (1958-), prince de Monaco est titré comte de Longjumeau, comme ses prédécesseurs depuis 1771.
- Marc Lavoine (1962-), chanteur et acteur y est né.
- Vincent Dufour (1968-), footballeur y est né.
- Def Bond (1969-), rappeur, auteur, compositeur, producteur, et animateur radio français y est né.
- Jean-Luc Lemoine (1970-), humoriste y a vécu et étudié au lycée Jacques-Prévert.
- Franck Chambily (1970-) judoka et entraineur français y est né.
- Stéphane Nomis (1970-), judoka y fut licencié et fut président du club de Judo Flam 91.
- Olivier Guégan (1972-), footballeur y est né.
- Sandrine Bélier (1973-), femme politique écologiste y est née.
- Magalie Madison (1973-), actrice, y est née.
- Filip Nikolic (1974-2009), Adel Kachermi (1975-) et Frank Delay (1973-), membres du boys band les 2be3 y vécurent, Adel y est né et Filip y est enterré[194].
- Nicolas Petit (1976-), dirigeant d'entreprise français y est né.
- Loïc Loval (1981-), footballeur y est né.
- Élodie Poux (1982-), humoriste, chroniqueuse et comédienne française y est née.
- Audrey Malet (1982-), footballeuse y est née.
- Adrien Planté (1985-), joueur de rugby à XV y est né.
- Jérémy Ménez (1987-), footballeur y est né.
- Romain Lemarchand (1987-), cycliste y est né.
- Kenny Elissonde (1990-) , cycliste y est né.
- Léo Legrand (1995-), comédien y est né.
- Benjamin Mendy (1994-), footballeur y est né.
- Flavien Tait, footballeur y est né.
- Richard Taxy, comédien humoriste, fut directeur du théâtre de Longjumeau.
- Tanguy Ndombele (1996-), footballeur, y est né.
- William Nzobazola (1996), appelée Ninho, rappeur, y est né.

### Héraldique et logotype

Logo.

| Blason de Longjumeau | Blason  | D’argent semé de tresfles de gueules à deux taus de même en chef surmontant deux perroquets ou papegeais de sinople becqués et membrés de gueules affrontés. |
| Blason de Longjumeau | Détails | Ce blason est celui de la famille Gaillard de Longjumeau. La commune s’est en outre dotée d’un logotype.                                                     |

### Longjumeau dans les arts et la culture

#### Gotha
Depuis le mariage de Louise d'Aumont avec le prince Honoré IV de Monaco en 1771, les titres des Grimaldi de Monaco intègrent celui de comte de Longjumeau, aujourd’hui porté par le prince Albert II de Monaco.

#### Films tournés à Longjumeau
- 2012 : Les Profs de Pierre-François Martin-Laval[195]

#### Téléfilms tournés à Longjumeau
Un épisode de la série Maigret y fut tourné avec Bruno Cremer :
- Épisode 31 Un meurtre de première classe (1999).

#### Évocations de la ville
- Dans le film Deux hommes dans la ville, le nom de Longjumeau est évoqué par Bernard Giraudeau (dialogues de José Giovanni) quand il évoque son départ en vacances en pratiquant l'autostop.
- Dans la série télévisée Les Garçons de la plage, le personnage de Bob, joué par Richard Lornarc est originaire de Longjumeau et rend hommage à sa ville dans de nombreux épisodes[196].
- Dans les Histoires Désobligeantes [lire en ligne] de Léon Bloy, Les Captifs de Longjumeau (1894).
- Dans la chanson Les Aventures de Gérard Lambert de Renaud dont la scène se passe "entre Rungis et Longjumeau" (1981).
- La chanson de folklore traditionnel "C'est à boire" commence par "C'étaient trois jeunes bons bougres qui venaient de Longjumeau".